# Benet XVI
  Benet XVI  (llatí: Benedictus PP. XVI)  (Marktl, 16 d'abril de 1927 - Ciutat del Vaticà, 31 de desembre de 2022) va ser el 265è papa de l'Església Catòlica Romana com a successor de Joan Pau II, i conseqüentment bisbe de Roma i cap d'estat de la Ciutat del Vaticà, des del 19 d'abril del 2005 al 28 de febrer del 2013, quan va renunciar al càrrec, i va esdevenir papa emèrit. Benet XVI fou el fundador i patró de la Fundació Ratzinger, una organització de caritat que, amb el benefici de la venda dels seus llibres i assaigs, finança beques per a estudiants de tot el món.

## Introducció

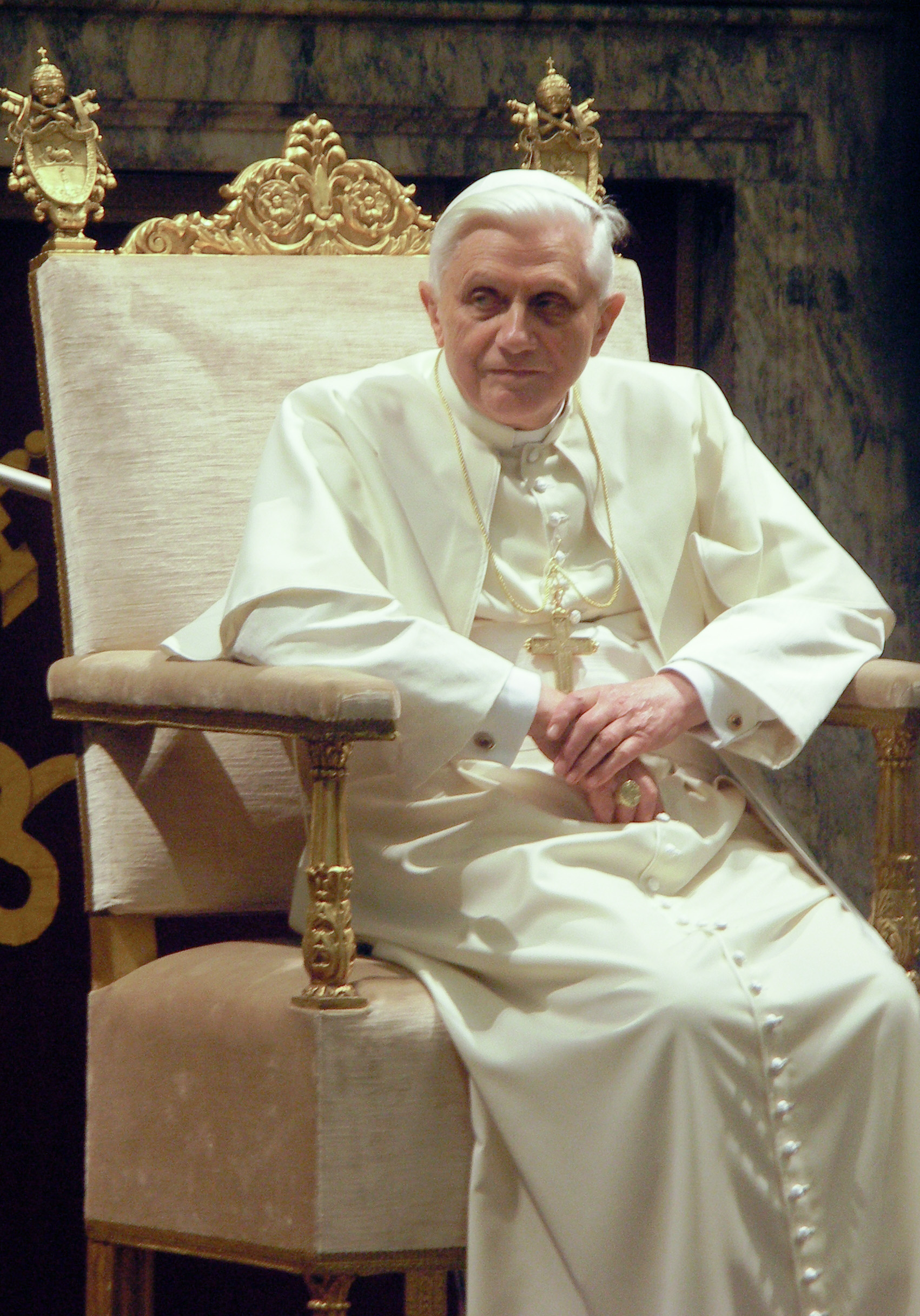
Benet XVI en una audiència privada el 20 gener del 2006.

Nascut el 1927 a Marktl (Baviera), Joseph Ratzinger va tenir una carrera distingida com a teòleg universitari abans de ser nomenat arquebisbe de Múnic i Freising per Pau VI (1963-1978), qui poc temps després el nomenaria cardenal en el consistori del 27 de juny del 1977. El 1981 va ser nomenat prefecte per a la Congregació de la doctrina de la Fe (institució successora de la Santa Inquisició) per Joan Pau II, que a més li va assignar el títol honorífic de cardenal bisbe de Velletri-Segni el 5 d'abril del 1993.
El 1998, fou elegit subdegà del Col·legi Cardenalici, i el 30 de novembre del 2002 fou elegit degà i va rebre el títol de Cardenal bisbe de la diòcesi d'Òstia. Ratzinger va ser un dels homes més influents en la Cúria Pontifícia, i com a degà del Col·legi Cardenalici va presidir les exèquies del seu predecessor, Joan Pau II.
Benet XVI va ser elegit pontífex vaticà als 78 anys, el papa més ancià d'ençà Climent XII (1730-40). Ha estat també el que ha exercit més anys com a cardenal des de Benet XIII (1724–30), així com el novè de nacionalitat alemanya, despés d'Adrià VI (1522-23) d'Utrecht.
El dia 11 de febrer del 2013 feu públic que renunciaria al pontificat el dia 28 de febrer, motivat per una manca de forces: «Noto el pes de l'encàrrec, plego pel bé de l'Església. Havent examinat repetidament la meva consciència davant de Déu, he arribat a la certesa que les meves forces, per l'edat avançada, ja no són les que caldria per exercir de manera adequada el ministeri de Sant Pere». Aquesta abdicació és la primera que es fa des del 1415, quan Gregori XII va decidir abdicar després de nou anys de papat com a conseqüència d'un acord que posés fi al Cisma d'Occident; per a trobar un papa que abandonés la tiara lliurement, sense maniobres polítiques ni pressions externes, caldria retrocedir a Celestí V el 1294.

## Biografia

### Infància i joventut (1927 – 1951)

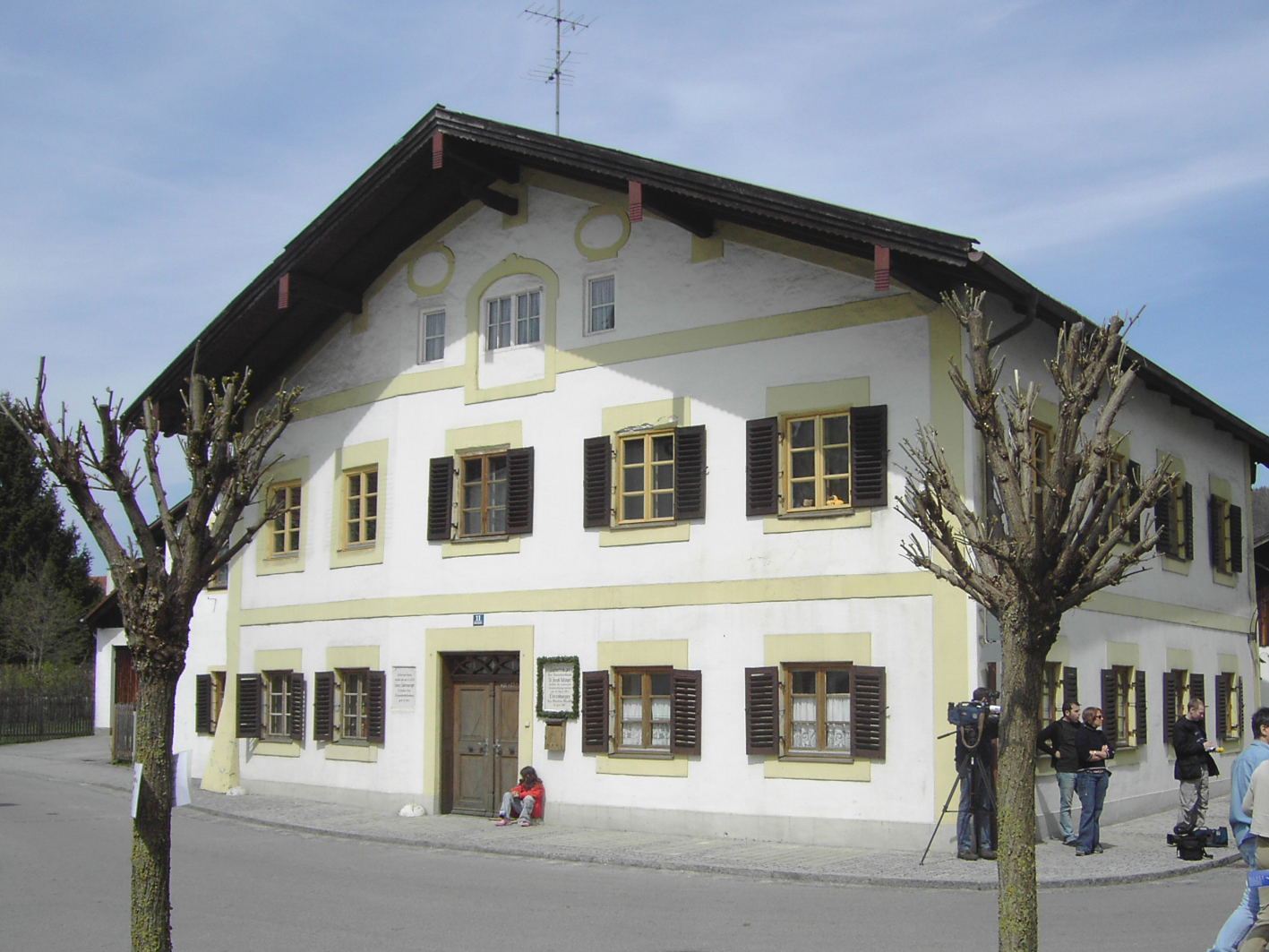
La casa que va veure néixer Benet XVI, a Marktl. L'edifici encara roman dempeus.

Joseph Alois Ratzinger va néixer el matí del dia 16 d'abril del 1927, Dissabte Sant, a cals seus pares a Marktl (Baviera). Va ser batejat el mateix dia. Era el més petit dels tres fills de Joseph Ratzinger, Sr., agent de policia, i Maria Ratzinger. La família de la seva mare és original de Tirol del Sud. Son germà Georg Ratzinger va ser també sacerdot i exdirector del cor de nois Regensburger Domspatzen. Georg hi va ser conegut per conduir un règim «pedagògic» violent i cruel, amb molt de castigs corporals.
L'any 1927 el seu pare es va traslladar a la ciutat de Traunstein. Quan Ratzinger va complir setze anys l'any 1943 va ser cridat a files per a formar part de les lleves obligatòries de les Joventuts Hitlerianes. D'acord amb el seu biògraf Joseph Allen, Ratzinger no hauria sigut un membre entusiasta de les Joventuts, ja que el seu pare li va inculcar un profund sentiment antinazi. El mateix any 1943, mentre s'estava al seminari, va ser destinat, juntament amb tota la seva classe a la defensa antiaèria d'una fàbrica de BMW prop de Múnic. Després va ser destinat a un batalló d'infanteria a Hongria on va establir defenses antitancs fins que va desertar l'abril de 1944. El 1945 va ser empresonat per poc temps durant l'estiu pels aliats en un camp de presoners de guerra. Igual que Joan Pau II, Ratzinger va patir el nazisme i va experimentar la passivitat de la jerarquia de l'Església Catòlica Romana d'aquell temps davant la barbàrie de l'Holocaust, la doctrina hitleriana i altres crims comesos durant la Segona Guerra Mundial. Això va ser clau per assentar les bases del seu pensament quant a la renovació i el paper de l'Església en la societat.
El novembre del 1945 va tornar al seminari, juntament amb el seu germà Georg. Tots dos van ser ordenats a Freising el 29 de juny de 1951 pel cardenal Michael von Faulhaber.

### Carrera acadèmica (1951 – 1977)
Ratzinger va esdevenir professor de la Universitat de Bonn l'any 1959; la seva conferència inaugural es va titular «El Déu de la fe i el Déu de la filosofia». El 1963 es va traslladar a la Universitat de Münster.
Durant aquest període, Ratzinger va participar en el Concili del Vaticà II (1962-65) on exercia de peritus (assessor teològic) al cardenal Josef Frings de Colònia. Durant aquest concili va adoptar una postura reformista, a la línia dels teòlegs modernistes radicals com Hans Küng i Edward Schillebeeckx. Ratzinger va esdevenir un admirador de Karl Rahner, un teòleg acadèmic ben conegut de la Nouvelle Théologie i un defensor de la reforma de l'església.
El 1966 Joseph Ratzinger va ser nomenat per a una càtedra de teologia dogmàtica a la Universitat de Tubinga, on va ser col·lega de Hans Küng. El seu llibre de 1968 titulat Introducció al cristianisme, sense traducció al català, va escriure que el papa té el deure d'escoltar diferents veus dins de l'Església abans de prendre una decisió, i va restar importància a la centralitat del papat. Durant aquest temps, es va distanciar de l'atmosfera de Tubinga i les inclinacions marxistes del moviment estudiantil de la dècada de 1960 que ràpidament es van radicalitzar en els anys 1967 i 1968, que va culminar en una sèrie de disturbis i motins a l'abril i maig de 1968.
Algunes veus, entre ells Hans Küng, consideraren aquest gir cap al conservadorisme, mentre que el mateix Ratzinger va dir en una entrevista el 1993, «no veig cap ruptura en les meves opinions com a teòleg [en els últims anys]». Ratzinger ha continuat defensant la labor del Concili del Vaticà II, incloent-hi la Nostra Aetate, el document en el respecte d'altres religions, l'ecumenisme i la declaració del dret a la llibertat de culte. Més tard, l'any 2000, com a prefecte de la Congregació de la doctrina de la Fe, Ratzinger explica més clarament la posició de l'Església sobre altres religions en el document Dominus Iesus, que també parla de com l'Església ha de participar en el diàleg ecumènic.
Durant aquests anys a la Universitat de Tubinga, Ratzinger va publicar uns quants articles a la revista reformista Concilium, encara que cada vegada menys va triar assumptes reformistes.
El 1969 va retornar a Baviera, a la Universitat de Ratisbona. Durant l'any 1972 hi va fundar una revista teològica Communio juntament amb altres teòlegs. Communio, ara publicat en disset llengües, va esdevenirt una revista prominent d'ideologia catòlica contemporània. Fins a la seva elecció com papa, en va ser un dels col·laboradors més prolífics. El 1976 va suggerir que la Confessió d'Augsburg, possiblement, podria ser reconeguda com una declaració de la fe catòlica; però això no va ocórrer a causa de les diferències en la teologia de la justificació.

### Carrera eclesiàstica (1951 – 2005)

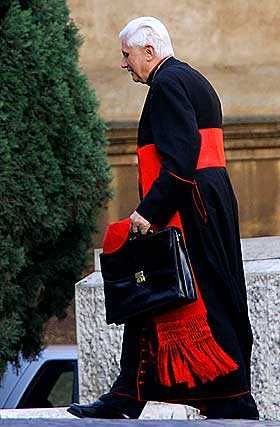
Joseph Ratzinger com a cardenal

El juny de l'any 1945 va ser alliberat. El seu germà Georg (n. 1924) i ell van entrar en un seminari. L'any 1951 tots dos van ser ordenats sacerdots per Michael von Faulhaber, arquebisbe de Múnic i Freising i cardenal del títol de Santa Anastasia. Doctor en Teologia Fonamental per la Universitat de Múnic, fou successivament professor de l'Escola Superior de Filosofia i Teologia de Freising (1952-1959), de la Universitat de Bonn (1959-1963), de la de Münster (1963-1969), de la de Tubinga (1966-1969) i de la de Ratisbona (1969-1977), de la qual també va ser vice-rector. Havia assistit a totes les sessions del Concili Vaticà I (1962-1965) en qualitat d'expert en teologia.
El 24 de març de 1977 Ratzinger va ser nomenat arquebisbe de Munic i Freising. El juny d'aquell mateix any, el Pau VI el va crear cardenal titular de Santa Maria Consolatrice al Tiburtino. El 1981, Joan Pau II el va nomenar prefecte de la Congregació de la doctrina de la Fe, abans coneguda com a Sant Ofici de la Inquisició fins que Pius X n'havia decretar el canvi de nom l'any 1908.
Va dimitir de l'arxidiòcesi de Múnic a principi de l'any 1982 i fou elevat a cardenal-bisbe de Velleti-Segni el 1993. En la seva condició de cardenal va participar en els conclaves d'agost i d'octubre de 1978, els quals elegiren els papes Joan Pau I i Joan Pau II, respectivament. Va ser elegit vicedegà del Col·legi cardenalici el1998 i més tard va passar a ser-ne el degà quan va dimitir el titular, el cardenal Bernardin Gantin (2002). Ideològicament, Ratzinger té idees molt conservadores en els àmbits del control de la natalitat, la sexualitat i el diàleg interreligiós. Ha estat més pròxim a Joan Pau II que qualsevol altre cardenal. És per això que Ratzinger i Wojtyla han estat definits com a ànimes bessones en el pla intel·lectual.
Durant els seus anys com a cap de la Congregació de la doctrina de la Fe, Ratzinger va rebre algunes distincions, entre elles el doctorat honoris causa de la Pontificia Universidad Católica del Perú o el títol d'agregé de l'Acadèmia de Ciències Morals i Polítiques de l'Institut de France. En els anys de la seva prefectura es van dictar durs escrits de caràcter homofòbic, com per exemple Algunes consideracions respecte a la resposta a la proposició de llei de no discriminació de les persones homosexuals (1986), Carta als bisbes de l'Església Catòlica Romana quant al servei pastoral als homosexuals (1992) i Consideracions respecte als projectes de legal·lització dels matrimonis homosexuals (3 de juny de 2003).
Ratzinger posseïa una vasta cultura enciclopèdica, dominava sis idiomes i era un consumat pianista. Fou un dels poquíssims cardenals del segle xx que assistiren a tres conclaves, en el darrer dels quals va ser elegit papa.

## Elecció com a papa

### Predicció

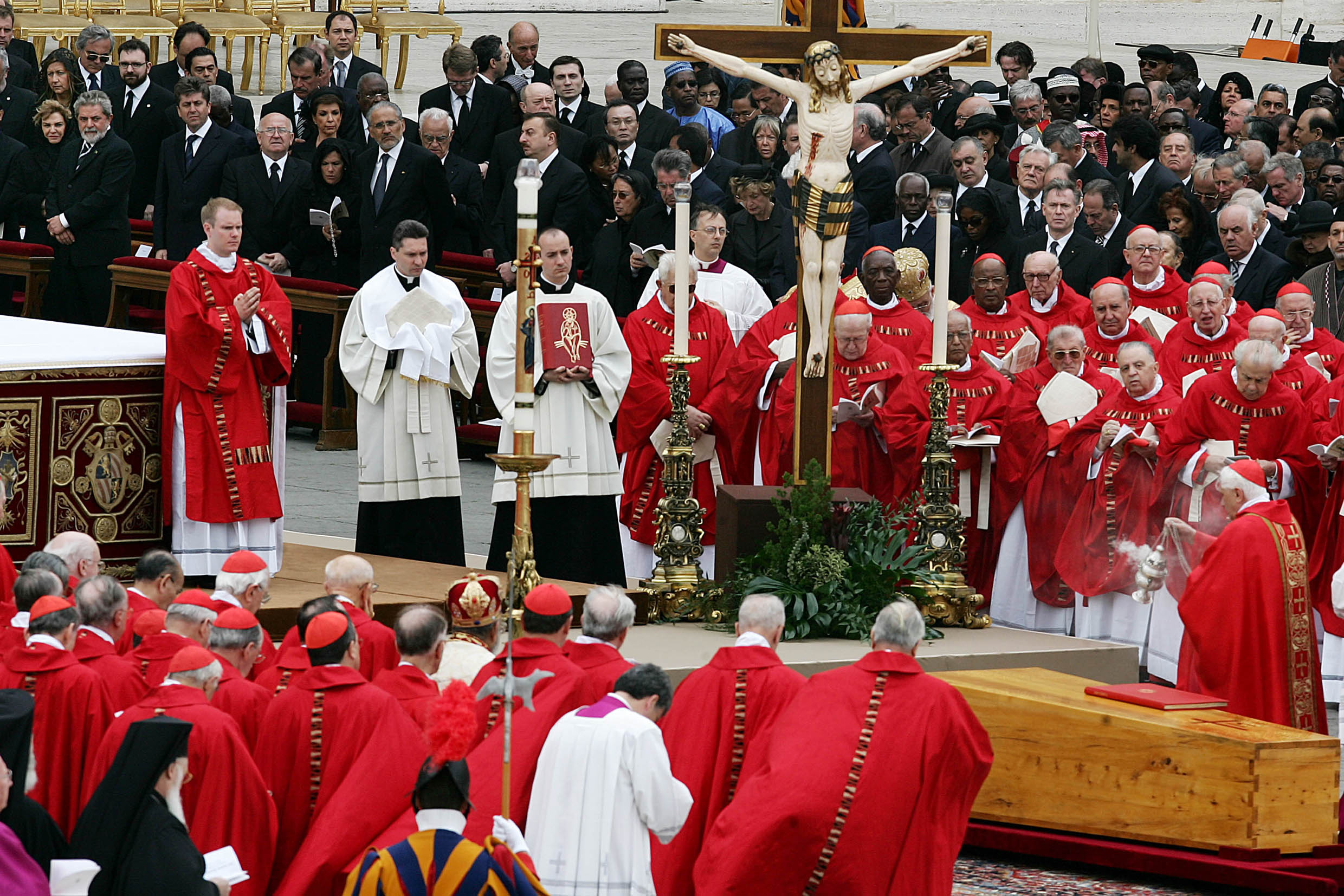
Ratzinger va oficiar el funeral de Joan Pau II

El 2 de gener de 2005, la revista Time apel·lant a fonts vaticanes, va escriure que Ratzinger era un dels favorits per succeir Joan Pau II. A la mort de Joan Pau II, el Financial Times va donar la preferència a Ratzinger a la primera posició, però proper als seus rivals en l'ala liberal de l'Església. A l'abril de 2005, abans de ser elegit, la mateixa revista Time el situava com una de les cent persones més influents del món. Joseph Ratzinger va repetir que li agradaria retirar-se a una casa del llogaret bavarès de Pentling, a prop de Ratisbona i dedicar-se a escriure llibres.
Encara que Ratzinger era considerat cada vegada més el principal candidat per gran part dels mitjans de comunicació internacionals, altres mantenien que la seva elecció estava lluny de ser certa, ja que les prediccions sobre les eleccions papals s'han complert molt poc sovint en la història moderna.

### Elecció
Ratzinger va ser la mà dreta de Joan Pau II i un dels seus amics més propers. Durant els últims dies del seu pontificat Ratzinger va assumir la majoria de funcions en la direcció del Vaticà. Un cop mort Joan Pau II va dimitir del seu càrrec de prefecte de la Congregació de la doctrina de la Fe.
El 19 d'abril de 2005 va ser escollit i va adoptar el nom de Benet XVI, després d'un conclave que va durar menys de dos dies. El cardenal Ratzinger esperava retirar-se pacíficament i va dir que «En un moment donat, li vaig demanar a Déu que, si us plau, no em fes això […] Evidentment, aquesta vegada Ell no em va escoltar». El dia 19 d'abril és la festa de Lleó IX, el papa alemany més important de l'edat mitjana, conegut per instituir reformes importants.
Des del balcó, les primeres paraules de Benet XVI a la multitud, abans que ell donés la tradicional benedicció Urbi et orbi, van ser els següents:
| «           | Estimats germans i germanes, després del gran papa Joan Pau II, els senyors cardenals m'han escollit a mi, un simple i humil treballador de la vinya del Senyor. Em consola el fet que el senyor sap treballar i actuar amb instruments insuficients, i sobretot m'encomano a les vostres oracions. En l'alegria del Senyor ressuscitat, confiant en la seva ajuda contínua, seguim endavant, que el Senyor ens ajudarà i Maria, la seva Santíssima Mare, estarà de la nostra part. Gràcies. | » |
| — Benet XVI | |   |

El 24 d'abril es va celebrar la Missa d'intronització a la Plaça de Sant Pere, durant la qual va ser investit amb el Pal·li i l'Anell del Pescador. Després, el 7 de maig, va prendre possessió a la seva catedral, la Basílica de Sant Joan del Laterà.

### Tria del nom
Ratzinger trià el nom pontifici de Benet, que prové del llatí i significa ‘beneït’, en honor tant de la papa Benet XV com de sant Benet de Núrsia. Benet XV va ser papa durant la I Guerra Mundial, durant la qual perseguí apassionadament la pau entre les nacions en conflicte. Sant Benet de Núrsia va ser el fundador dels monestirs benedictins (la majoria dels monestirs medievals eren benedictins) i l'autor de la Regla de Sant Benet, que encara avui és l'obra més influenciadora sobre la vida monàstica de la cristiandat occidental.
Durant la seva primera audiència general a la Plaça de Sant Pere, el 27 d'abril de 2005 va dir:
| « | Ple de sentiments de sorpresa i agraïment, vull explicar per què he triat el nom de Benet. En primer lloc, recordo el papa Benet XV, valent profeta de la pau, va guiar l'Església a través dels temps turbulents de la guerra. En els seus passos poso el meu ministeri al servei de la reconciliació i l'harmonia entre els pobles. A més, recordo a sant Benet de Núrsia, copatró d'Europa, la vida evoca les arrels cristianes d'Europa. Li demano que ens ajudi a tots a mantenir-se ferms en la centralitat de Crist en la nostra vida cristiana: Que tinguem sempre Crist en el primer lloc dels nostres pensaments i accions! | » |

## El pontificat
El seu primer any es va caracteritzar per una línia continuista, però amb determinats punts divergents amb Joan Pau II. Segons diferents fonts, inclosa la del cardenal de Milà, Benet XVI va encarregar un estudi sobre la possible acceptació de l'Església catòlica de l'ús del preservatiu en matrimonis en què un dels cònjuges és seropositiu. Igualment, en una visita al camp de concentració d'Auschwitz va preguntar el perquè de la no actuació de Déu durant l'Holocaust.
Benet XVI visità la ciutat de Barcelona els dies 6 i 7 de novembre de 2010 per a dedicar el Temple Expiatori de la Sagrada Família i convertir-la en basílica. El 2012, es troba al mig d'un tornado mediàtic d'un escàndol Vatileaks. El seu majordom Paolo Gabriele està arrestat per haver divulgat documents confidencials.
El dia 11 de febrer de 2013 va anunciar que el 28 d'aquell mes abandonaria el pontificat, cosa que se substantivà a les 8 del vespre, hora de Roma, d'aquell dia. El conclave es va realitzar el mes de març.

### To del papat

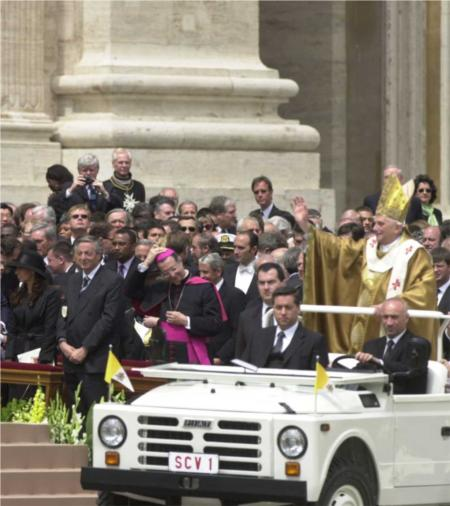
El Papa Benet XVI en el seu primer viatge amb el Papamòbil.

Durant la seva missa inaugural, l'antic costum que cada cardenal se sotmetés al papa va ser substituït per tenir 12 persones, incloent-hi cardenals, clergats, religiosos, una parella casada i els seus fills, i gent recentment confirmada, el saludaren. Els cardenals ja havien jurat la seva obediència tot just després de l'elecció. Començà afer servir un papamòbil descapotat, perquè volia estar més proper a la gent. Benet continuà la tradició del seu predecessor Joan Pau II i batejà diversos nens a la Capella Sixtina en començar l'any, en el seu paper pastoral de bisbe de Roma.

#### Beatificacions
El 9 de maig del 2005, Benet XVI va obrir el procés de beatificació del seu predecessor, Joan Pau II. Normalment han de passar cinc anys entre el decés de la persona i que es pugui començar el procés. Però en una audiència amb Benet, Camillo Ruini, Vicari General de la diòcesi de Roma i responsable oficial per promoure la causa de canonització que qualsevol que morís a la seva diòcesi, cità «circumstàncies excepcionals» que suggerien que es podia alleugerir el període d'espera. Això ja havia passat abans, quan Pau VI anuncià els processos de beatificació dels seus predecessors, Pius XII i Joan XXIII. Benet XVI seguí aquest precedent quan va ometre el termini de cinc anys per Joan Pau II. La decisió es va anunciar el 13 de maig del 2005, dia de Nostra Senyora de Fàtima i 24è aniversari de l'aniversari de l'atemptat contra Joan Pau II. Joan Pau II havia dit sovint que aquest dia l'havia salvat la Mare de Déu de Fàtima. El cardenal Ruini va inaugurar la fase diocesana de la causa per a la beatificació a la Basílica del Laterà el 28 de juny del 2005.
La primera beatificació celebrada va tenir lloc el 14 de maig de 2005, pel cardinal José Saraiva Martins, Cardenal Prefecte de la Congregació per a les Causes dels Sants. Els nous beats van ser la mare Marianne Cope i la mare Ascensión Nicol Goñi. El cardenal Clemens August Graf von Galen va ser beatificat el 9 d'octubre de 2005. Mariano de la Mata va ser feta beata al novembre del 2006, i Rosa Eluvathingal va ser-ho el 3 de desembre d'aquell any; i Basil Moreau va ser fet beat el setembre de 2007. A l'octubre del 2008 van tenir lloc les següents beatificacions: Celestina de la Mare de Déu, Giuseppina Nicoli, Hendrina Stenmanns, Maria Rosa Flesch, Marta Anna Wiecka, Michael Sopocko, Petrus Kibe Kasui i 187 Companys, Susana Paz-Castillo Ramirez, Maria Isbael Salvat Romero, i John Henry Newman. A diferència del seu predecessor, Benet XVII delegà el servei litúrgic de la beatificació a un cardenal.

#### Canonitzacions

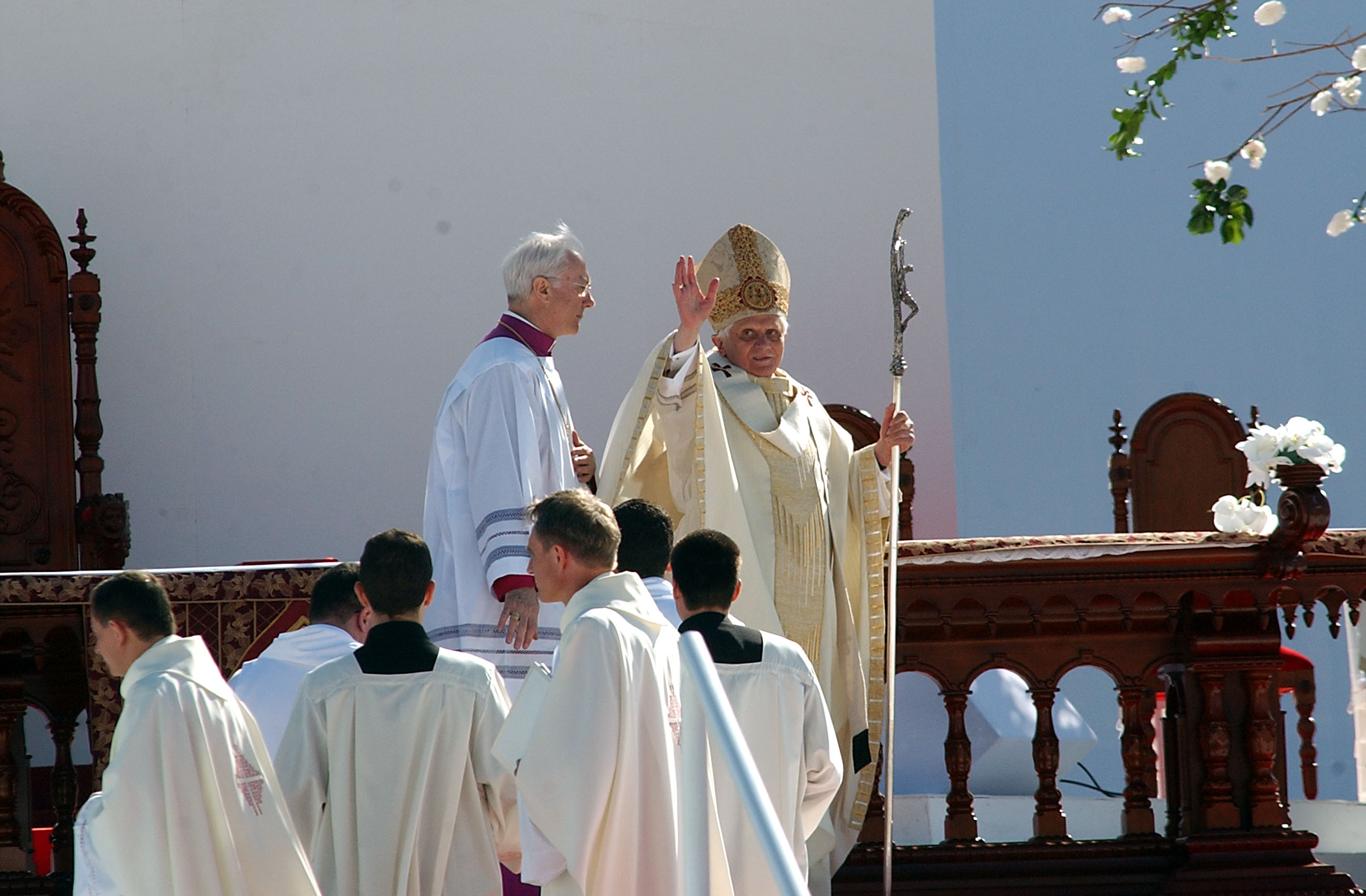
El Papa Benet a la canonització de Frei Galvão

Benet XVI celebrà les seves primeres canonitzacions el 23 d'octubre del 2005 a la Plaça de Sant Pere quan canonitzà Josef Bilczewski, Alberto Hurtado SJ, Zygmunt Gorazdowski, Gaietà Catanoso i Fèlix de Nicòsia, durant una missa que per concloure l'Assemblea General del Sínode de Bisbes i de l'Any de l'Eucaristia. El 15 d'octubre del 2006 Benet XVI canonitzà el Rafael Guizar y Valencia, Theodore Guerin, Filippo Smaldone i Rosa Venerini
Durant la seva visita al Brasil el 2007, va presidir la canonització de Frei Galvão l'11 de maig, mentre que George Preca (fundador del M.U.S.E.U.M. de Malta) Szymon de Lipnica, Carles de Mont Argus i Marie-Eugénie de Jésus van ser canonitzats en una cerimònia celebrada al Vaticà el 3 de juny del 2007 (Preca és el primer maltès fet sant des de la conversió de l'illa al cristianisme al 60dC quan Pau de tars va convertir els seus habitants).
Durant l'octubre del 2008 van tenir lloc les següents canonitzacions: Alfonsa d'Índia, Gaetano Errico, Narcisa de Jesus Martillo Moran i Maria Bernarda Bütler. A l'abril del 2009 canonitzà Arcangelo Tadini, Bernardo Tolomei, Nuno Álvares Pereira, Geltrude Comensoli i Caterina Volpicelli; i a l'octubre del mateix any canonitzà Jeanne Jugan, Jozef Damian de Veuster, Zygmunt Szczęsny Feliński, Rafael Arnáiz Barón i al català Francesc Coll i Guitart, fundador de les Germanes Dominiques de l'Anunciata.
El 17 d'octubre del 2010, Benet XVI declarà formalment la santedat d'André Bessette, un franco-canadenc; d'Estanislau de Kazimierz, un prevere polonès del segle xv; de les monges italianes Giulia Salzano i Camilla Battista da Varano; de la monja espanyola Càndida Maria de Jesús i de la monja australiana Mary MacKillop.
El 23 d'octubre del 2011, va canonitzar tres sants més: la monja espanyola Bonifacia Rodríguez Castro, l'arquebisbe italià Guido Maria Conforti i el prevere italià Luigi Guanella.
El desembre del 2011, va reconèixer formalment la validesa dels miracles per procedir amb les canonitzacions de Kateri Tekakwitha, que seria el primer sant nadiu americà; Marianne Cope, una monja que treballà amb leprosos a Hawaii; Giovanni Battista Piamarta, un prevere italià; Jacques Berthieu, un jesuïta francès i màrtir a l'Àfrica; Carme Sallés i Barangueras, una monja catalana fundadora de les Germanes de la Immaculada Concepció; Pere Calungsod, un catequista laic i màrtir filipí; i Anna Schaffer, el desig de la qual de ser missionera només es va veure frustrat per la malaltia. Tots ells van ser canonitzats el 21 d'octubre de 2012.

#### Doctors de l'Església
El 7 d'octubre de 2012, Benet XVI va nomenar Hildegarda de Bingen i a Joan d'Àvila doctor de l'Església, els números 34 i 35 en ser reconeguts com a tals en la història del cristianisme.

### Reforma de la cúria
Benet va començar a reduir la Cúria romana quan unificà els quatre consells pontificis existents a només dos al març del 2006. El Consell Pontifici pels Immigrants va ser unificat amb el Consell Pontifici per Justícia i Pau presidida pel Cardenal Martino. De la mateixa manera, el cardenal Paul Poupard, que presidia el Consell Pontifici per la Cultura ara també supervisa les operacions del que havia estat el Consell Pontifici pel Diàleg Interreligiós, tot i que ambdós consells van mantenir els seus funcionaris separats mentre que els seus status i competència continuaven sense modificacions. Al maig del 2007 va decidir que el Consell Pontifici pel Diàleg Interreligiós tornés a ser de nou un cos separat sota un president diferent. Al juny del 2010, Benet va crear el Consell Pontifici per la Promoció de la Nova Evangelització, nomenant l'Arquebisbe Salvatore Fisichella com el seu primer president.

### Ensenyances
Com a papa, un dels principals papers de Benet XVI és ensenyar la fe catòlica i les solucions als problemes de discerniment i de com viure la fe, un paper que pot jugar bé com a anterior cap de la Congregació de la doctrina de la Fe.

#### L'Amistat amb Jesucrist
En concloure la seva primera homilia papal, Benet XVI es referí tant a Jesucrist com a Joan Pau II. Citant les ben conegudes paraules de Joan Pau II «No tingueu por! Obreu de bat a bat les portes a Crist!», Benet va dir:
«Que potser tots no tenim por d'alguna manera? Si deixem que Crist entri totalment a les nostres vides, si ens obrim totalment a Ell, no ens fa por que es pugui prendre alguna cosa?» I un cop més el papa digué: «No! Si deixem a Crist a les nostres vides, no perdrem res, res, absolutament res del que fa la vida lliure, bella i gran. No! Només en aquesta amistat experimentarem bellesa i alliberament… Quan ens donem a Ell, rebem un centenar a canvi. Si, obriu, obriu les portes de bat a bat a Crist – i trobareu la vida veritable.»
L'amistat amb Jesús és un tema habitual a les seves prèdiques: subratlla que és aquesta amistat íntima «tot depèn» També va dir que: «Estem cridats a obrir-nos a aquesta amistat amb Déu… parlar-li com un amic, l'Únic que pot fer que el món sigui bo i feliç… Tot el que hem de fer és posar-nos a la seva disposició… és un missatge molt important. És un missatge que ajuda a ajuda a superar el que pot considerar-se com la gran temptació del nostre temps: l'afirmació, que després del big-bang, Déu es retirà de la història.» Al seu llibre Jesús de Natzaret, el seu propòsit principal va ser «ajudar a fomentar [al lector] el creixement d'una relació viva» amb Jesucrist.
Va reprendre aquest tema a la seva primera encíclica, Deus Caritas Est. Explica al sumari: «Si l'amistat amb Déu es converteix per a nosaltres en quelcom cada vegada més important i decisiu, llavors començarem a estimar aquells que Déu estima i que tenen necessitat de nosaltres. Déu vol que siguem amics dels seus amics i podem ser-ho, si estem a prop d'ells dins nostre.» Així, va dir que la pregària «és urgentment necessària… És moment de reafirmar la importància de la pregària davant de l'activisme i del creixent secularisme de molts cristians compromesos en el treball caritatiu.»

#### La «Dictadura del Relativisme»
Continuant amb el que va dir a la missa anterior al conclave sobre el que sovint s'ha referit com «el problema central de la nostra fe avui», el 6 de juny del 2005 el Benet va dir:
| « | Avui, un obstacle particularment insidiós a la tasca de l'educació és la presència massiva a la nostra societat i cultura del relativisme que, en no reconéixer res com a definitiu, deixa com a últim criteri només el que hom desitja. I sota l'aparença de llibertat esdevé una presó per a cadascun, car separa la gent els uns dels altres, mirant a cadascú només dins del seu propi ego.' | » |

Considera que una «dictadura del relativisme» era el pinyol del desafiament que s'abraonava sobre l'Església i la humanitat. El punt clau d'aquest problema, seria la «auto-limitació de la raó» de Kant. Això és contradictori amb l'aclamació vers la ciència, l'excel·lència de la qual es basa en el poder de la raó per conèixer la veritat. Va dir que aquesta auto-amputació de la raó porta a patologies de la religió com el terrorisme i a patologies de la ciència com els desastres ecològics. Benet traçà les revolucions fracassades i les ideologies violentes del segle xx a una conversió de punts parcials a guies absolutes. Va dir que «absolutitzar el que no és absolut, sinó que relatiu, és anomenat totalitarisme».
En una conferència a Sant Joan del Laterà el 6 de juny de 2005, Benet XVI criticà el matrimoni homosexual i l'avortament:
| « | Les diverses formes de la dissolució del matrimoni avui, com les unions lliures, els matrimonis de prova i els pseudo-matrimonis amb persones del mateix sexe són expressions diverses d'una llibertat anàrquica que erròniament passa com a l'autèntica llibertat de l'home... d'aquí esdevé tot més clar com de contrari és vers l'amor humà, la profunda vocació d'home i dona, a tancar sistemàticament la seva unió al regal de la vida, i encara pitjor a suprimir o manipular la vida del que ha de néixer. | » |

#### El cristianisme com a religió d'acord amb la raó
A la discussió amb el secularisme i el racionalisme, una de les idees bàsiques de Benet pot trobar-se al seu discurs sobre la Crisi de la Cultura a l'oest, un dia abans que morís Joan Pau II, quan es referí al cristianisme com la «religió del Logos» (el terme grec per paraula, raó, significat o intel·ligència). Diu que:
| « | Des de l'inici, el Cristianisme s'ha entès a si mateix com la religió del Logos, com la religió d'acord amb la raó... Sempre ha definit els homes, a tots els homes sense distinció, com a criatures i imatges de Déu, proclamant per a ell... la mateixa dignitat. D'acord amb això, la Il·lustració és d'origen cristià i no és un accident que nasqués precisa i exclusivament al reialme de la fe cristiana… Va ser mèrit de la Il·lustració que es proposessin de nou aquells valors originals del Cristianisme i que tornessin a la raó per la seva mateixa veu… Actualment, aquesta ha de ser la força filosòfica [del Cristianisme], en la mesura que el problema és si el món ve de la irracionalitat, i el motiu no és cap altra que un «sub-producte», en ocasions fins i tot perjudicial en el seu propi desenvolupament, o si el món prové de la raó, i és, com a conseqüència, el seu criteri i objectiu… En el tan necessari diàleg entre els laics i els catòlics, els cristians hem de ser molt curosos en seguir fidels a aquesta línia fonamental: viure una fe que prové del «logos», de la raó creativa, i que, a causa d'això, també està oberta a tot el que és veritablement racional.' | » |

Benet també va accentura que «només la raó creativa, en la que el Déu crucificat s'ha manifestat com a amor, pot mostrar-nos realment el camí».

#### Encícliques
El Papa Benet XVI ha publicat tres encícliques:
- Deus Caritas Est[48] - 25 de desembre de 2005
- Spe Salvi[49] - 30 de novembre del 2007
- Caritas in Veritate[50] - 7 de juliol de 2009

##### Deus Caritas Est
A la seva primera encíclica, Deus Caritas Est (Déu és Amor), va dir que l'ésser humà, creat segons la imatge de Déu que és amor, és capaç d'estimar: per donar-se a si mateix a Déu i als altres (agape), o bé rebent i experimentant l'amor de Déu en la contemplació. Aquesta vida d'amor, segons ell, és la vida dels sants com Teresa de Calcuta i la Benaventurada Verge Maria, i és la direcció que els cristians prenen quan creuen que Déu els estima a través de Jesucrist.
La primera meitat de l'encíclica va ser escrita en alemany, la seva llengua materna, durant l'estiu del 2005; mentre que la segona part prové d'escrits sense acabar deixats per Joan Pau II. La va promulgar el Dia de Nadal del 2005 Va ser la primera encíclica promulgada des que el Vaticà decidí imposar el dret d'autor als documents oficials del papa.

##### Spe Salvi
La segona encíclica té el títol Spe Salvi (Salvat per l'Esperança), sobre la virtut de l'esperança, va ser publicada el 30 de novembre del 2007.

##### Caritas in Veritate
La tercera encíclica, Caritas in Veritate (La Caritat en l'Amor), va ser signada el 29 de juny de 2009 (festa de Sant Pere i Sant Pau) i publicada el 7 de juliol. Hi va continuar els ensenyaments de l'Església sobre justícia social. Hi va condemnar el sistema econòmic predominant «on els efectes perniciosos del pecat són evidents», i demanava a la gent a redescobrir l'ètica als negocis i a les relacions econòmiques.

#### Exhortació apostòlica post-sínode
Va promulgar l'exhortació Sacramentum Caritatis (El Sagrament de la Caritat), signada el 22 de febrer de 2007. Aquesta exhortació apostòlica «cerca prendre la riquesa i varietat de reflexions i propostes que van sorgir de la recent Assemblea General del Sínode de Bisbes ordinària» que va celebrar-se el 2006.

#### Motu proprio sobre la Missa Tridentina

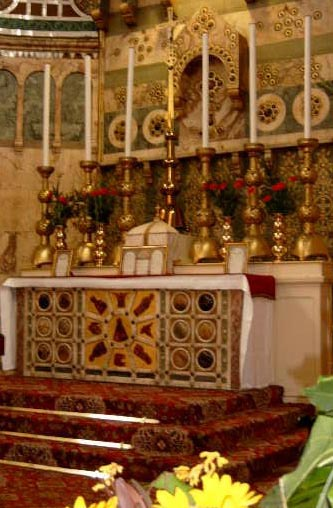
Un altar de ritu llatí anterior a 1969 amb retaule.

El 7 de juliol del 2007, Benet XVI publicà el motu proprio Summorum Pontificum, declarant que «a requesta dels fidels», va facilitar la celebració de la missa d'acord amb el Missal de 1962, coneguda com la missa tridentina. Grups estables que prèviament havien de demanar al seu bisbe celebrar segons aquest ritu ara només necessitarien el permís del prevere local. Si bé Summorum Pontificum estipula que els pastors han de realitzar-la a petició dels fidels, també permet que qualsevol prevere qualificat pugui oferir celebracions privades de la missa tridentina, a les quals es poden admetre fidels si volen. Per a celebracions públiques programades regularment d'aquest ritu, cal el permís del prevere a càrrec de la parròquia.
En una carta que l'acompanyava, va explicar la seva posició sobre les noves directives. Com que hi havia temors que pogués amagar un tomb a les resolucions del Concili Vaticà II, Benet XVI va accenturar el fet que la missa tridentina no havia de treure mèrits al Concili, i que la Missa de Pau VI continuaria sent la norma i que els preveres no podrien negar-se a dir la missa d'aquella forma. També senyalava que la missa tridentina «mai no havia estat jurídicament derogada i, conseqüentment, en principi sempre havia estat permesa». La carta també censurava «deformacions de la litúrgia… car en molts llocs les celebracions no eren fidels a les prescripcions del nou missal», mentre que el Concili Vaticà II havia estat erròniament vist com «d'autor o fins i tot requerint creativitat», mencionant la seva pròpia experiència.
Amb aquest canvi de romb volia evitar un cisma, i trobava que a vegades en el transcurs de la història, «els caps de l'Església no han fet prou per mantenir o tornar a guanyar la reconciliació i la unitat» i que això «avui ens imposa una obligació: fer tots els esforços per permetre a tots que veritablement desitgin la unitat per quedar-se en aquesta unitat o tornar-hi». Alguns van sentir que el decret animava a acabar el cisma existent entre la Santa Seu i grups tradicionalistes com la Fraternitat Sacerdotal Sant Pius X. El cardenal Darío Castrillón Hoyos, president de la Comissió Pontifícia establerta amb el propòsit de facilitar l'absoluta comunió eclesiàstica amb aquells associats a aquella fraternitat, senyalà que el decret «obria la porta al seu retorn». El bisbe Bernard Fellay, superior general de la fraternita, va expressar «una profunda gratitud al papa per aquest gran benefici espiritual.»

#### Unicitat i universalitat salvífica de l'Església Catòlica
Vers la fi de juny de 2007, la Congregació de la doctrina de la Fe va publicar un document aprovat per Benet XVI «perquè algunes interpretacions teològiques contemporànies dels intents ecumènics del Vaticà II han estat ‘errònies o ambigües' i han comportat confusió i dubte.» El document ha estat vist com un nou replantejament de «seccions claus d'un text del 2000 que el papa va escriure quan era prefecte de la congregació, Dominus Iesus."

#### Consumerisme
Benet XVI ha condemnat el consumisme excessiu, especialment entre els joves. Al desembre del 2007 senyalà que «els adolescents, joves, i fins i tot els infants són víctimes fàcils de la corrupció de l'amor, descrit per adults sense escrúpols, que menteixen a si mateixos i a ells, portant-los cap a carrers sense sortides de consumisme.» El juny del 2009 va culpar l'oferta de la immensa disposició de béns de consum que portaven a la caiguda de sistemes de seguretat social.

#### Tasca ecumènica
Parlant en la seva audiència setmanal el 7 de juny de 2006, Benet XVI afirmà que el mateix Jesús havia confiat la guia de l'Església al seu apòstol Pere: «La responsabilitat de Pere consisteix a garantir la comunió amb el Crist», «Resem perquè la primacia de Pere, confiada als pobres éssers humans, pugui sempre ser exercida en el sentit original desitjat pel Senyor, de manera que sigui cada cop més reconeguda en aquest sentit veritable per aquells germans que encara no estan en comunió amb nosaltres.»
També el 2006, Benet XVI es va trobar amb Rowan Williams, arquebisbe de Canterbury i cap espiritual de l'Esglésida d'Anglaterra. En la seva declaració conjunta, senyalaren els 40 anys anteriors de diàleg entre catòlics i anglicans mentre que també reconeixien «seriosos obstacles pel nostre progrés ecumènic».
Benet XVI també ha reconegut l'Església Luterana, afirmant que allà hi té amics.

### Diàleg amb altres religions
Benet s'ha mostrat obert al diàleg amb altres grups religiosos, i ha buscat millorar les relacions amb ells durant tot el seu pontificat. Malgrat això, en fer-ho ha generat certes controvèrsies.

#### Judaisme
L'ascens al papat de Benet XVI va ser celebrat per la Lliga Antidifamació, que senyalà la «seva gran sensibilitat vers la història jueva i l'Holocaust». Malgrat això, la seva elecció rebé una resposta més reservada del rabí en cap del Regne Unit Jonathan Sacks, que esperava que Benet «continués les passes de Joan XXIII i de Joan Pau II per millorar les relacions amb el poble jueu i l'estat d'Israel». El Ministre d'Exteriors israelià Silvan Shalom el va felicitar dient que «aquest papa, considerant la seva experiència històrica, estarà especialment dedicat a una lluita sense compromís contra l'anti-semitisme».
Els crítics han acusat Benet XVI d'insensibilitat vers el judaisme. Els dos casos més destacats van ser l'ampliació de l'ús de la missa tridentina i l'aixecament de l'excomunió que pesava sobre els quatre bisbes de la Fraternitat Sacerdotal Sant Pius X (SSPX). Durant l'ofici de Divendres Sant, entre les rúbriques de la missa tradicional s'inclou una pregària que demana a Déu que els «aixequi el vel per tal que (els jueus) puguin ser alliberats de les seves tenebres». Aquesta pregària històricament ha estat motiu de conflicte en les relacions entre jueus i catòlics, i molts grups consideren per això la restauració de la Missa Tridentina com problemàtica. Benet va aixecar l'excomunió del bisbe Richard Williamson, un revisionista històric i negacionista de l'Holocaust. L'aixecament d'aquesta excomunió va fer que els crítics acusessin el papa de perdonar-ne les opinions revisionistes.

#### Islam
Les relacions de Benet XVI amb l'islam han estat difícils en alguns moments. El 12 de setembre del 2006 va donar una conferència que citava l'Islam a la Universitat de Regensburg, a Alemanya. Havia estat professor de teologia en aquella universitat, i aquesta conferència tenia com a títol «Fe, Raó i la Universitat – Memòries i Reflexions».
La conferència va rebre una gran atenció per part de les autoritats polítiques i religioses van protestar pel fet que hi va donar una caracterització insultant de l'Islam, tot i que se centrava vers la racionalització de la violència religiosa, i el seu efecte sobre la religió. Els musulmans se sentiren particularment ofesos perquè hi va dir «Mostreu-me que el que Mahoma portà era nou i trobareu només coses malvades i inhumanes, com la seva ordre d'estendre amb l'espasa la fe que predicà».
La cita havia aparegut originàriament a «Diàleg mantingut amb un cert persa, el Ric Muterizes, a Ankara de Galàcia», escrit el 1391 com una expressió de les opinions de l'emperador romà d'Orient Manuel II Paleòleg, un dels darrers líders cristians abans de la caiguda de Constantinoble a l'Imperi Otomà, sobre qüestions com la conversió forçosa, la guerra santa i la relació entre fe i raó. D'acord amb el text alemany, el comentari original de Benet era que l'emperador «es dirigeix al seu interlocutor d'una manera sorprenentment dura» (wendet er sich in erstaunlich schroffer, uns überraschend schroffer Form). Després, Benet es va disculpar per qualsevol ofensa que hagués pogut causar i va visitar Turquia, un país predominantment musulmà, on va resar a la Mesquita Blava.
Benet XVI el 4 i el 6 de novembre del 2008 es va trobar amb estudiants i líders religiosos musulmans durant en un seminari catòlico-musulmà a Roma. El 9 de maig del 2009 Benet XVI va visitar la mesquita del Rei Hussein a Amman, a Jordània, on l'havia convidat el Príncep  Ghazi bin Muhammad bin Talal.

#### Budisme tibetà
El Dalai Lama va felicitar Benet XVI després de la seva elecció, visitant-lo a l'octubre del 2006 a la Ciutat del Vaticà. El 2007 Xina va ser acusada de fer servir la seva influència política per aturar una trobada entre el Benet i el Dalai Lama.

#### Creences indígenes americanes
En la seva visita al Brasil al maig del 2007, Benet va crear una controvèrsia en afirmar que les poblacions natives «havien estat ‘anhelant silenciosament’ la fe cristiana que els colonitzadors portaren a Sud-amèrica». […] La proclamació de Jesús i del seu evangeli no va ser en cap moment una alineació de les cultures precolombines, ni va ser la imposició d'una cultura estrangera». El president de Veneçuela Hugo Chávez va exigir una disculpa, i una organització indígena de l'Equador publicà una resposta en la qual diuen que «els representants de l'Església Catòlica d'aquells temps, amb honorables excepcions, van ser còmplices, enganyadors i beneficiaris d'un dels genocidis més horrorosos de tota la humanitat». Posteriorment, durant una audiència setmanal Benet va dir:
| « | No és possible oblidar el patiment i les injustícies causades pels colonitzadors contra les poblacions indígenes, els drets humans fonamentals de les quals sovint van ser trepitjats. | » |

#### Societat Internacional per la Consciència Krishna
Durant la seva visita als Estats Units, el 17 d'abril del 2008, Benet es va trobar amb el representant de la Societat Internacional per a la Consciència Krishna, Radhika Ramana Dasa; un notable intel·lectual hindú i deixeble de Hanumatpreshaka Swami. En nom de la Comunitat Hindú Americana, Radhika Ramana Dasa l'hi va donar com regal un símbol Om.

### Ministeri apostòlic

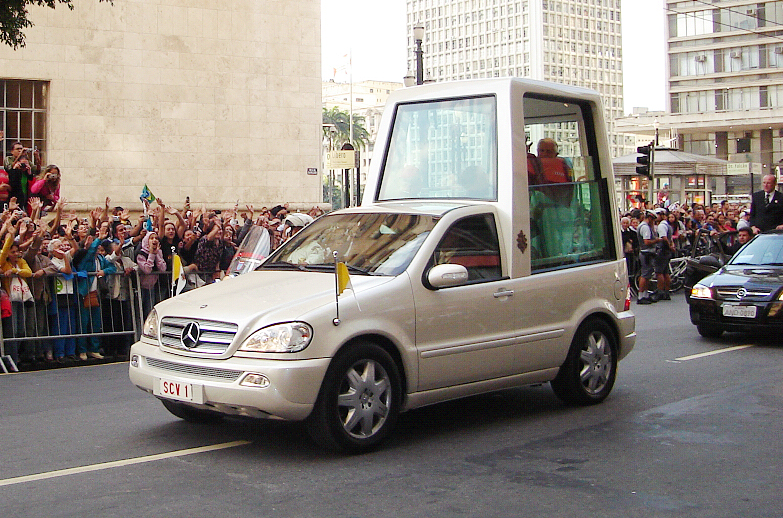
El Papa Benet XVI amb un papamòbil Mercedes-Benz a São Paulo (Brasil).

Benet XVI va viatjar molt durant els tres primers anys del seu papat. A més dels seus viatges a l'interior d'Itàlia, va visitar la seva pàtria, Alemanya, una en ocasió del Dia Mundial de la Joventut i una altra per visitar les ciutats de la seva infància. També visità Polònia i Espanya. La seva visita a Turquia, una nació de majoria musulmana, inicialment va quedar emboirada per la controvèrsia sobre un discurs que havia pronunciat a Regensburg. La seva visita va tenir protestes per part dels nacionalistes i dels islamistes i es va fer sota mesures de seguretat sense precedents. Durant la visita va pronunciar un declaració conjunta amb el Patriarca Bartomeu I per intentar curar les ferides entre les esglésies catòlica i ortodoxa.
El 2007, va visitar el Brasil per dirigir-se a la Conferència Episcopal i canonitzar-hi Frei Antônio Galvão, un franciscà del segle xviii. El juny del 2007, Benet va anar a Assís, el lloc de naixement de Sant Francesc i el setembre tres dies a Àustria, durant la qual es trobà amb el rabbi en cap, en un memorial dedicat als 65.000 jueus vienesos que van morir als camps d'extermini nazis. Durant la seva estada a Àustria va celebrar una missa al santuari marià de Mariazell i va visitar l'abadia de Heiligenkreuz.

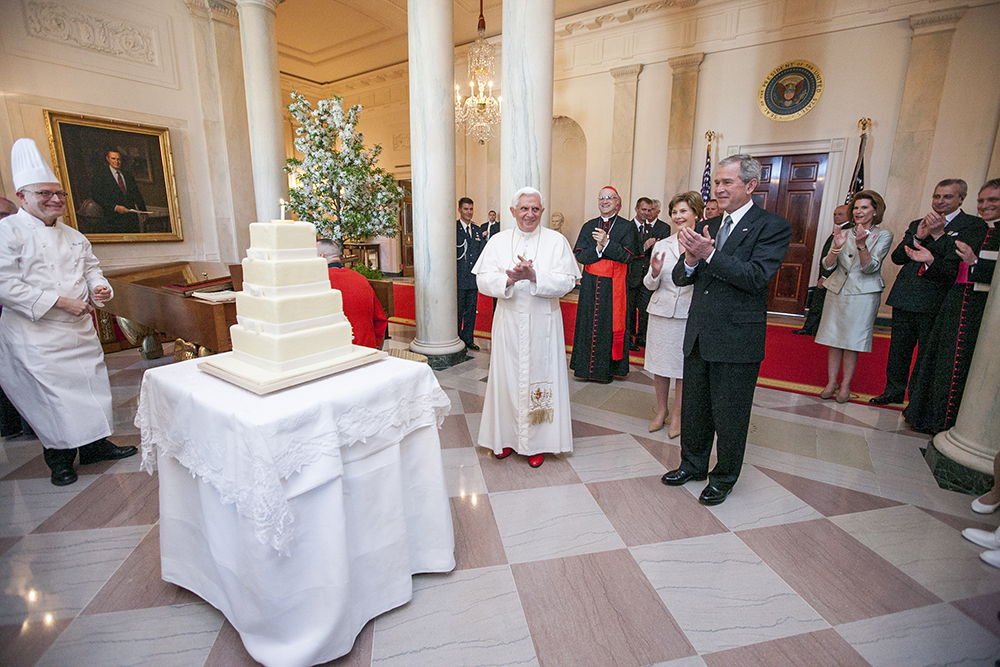
El Papa Benet XVI celebrant el seu 81è aniversari amb el President dels Estats Units George W. Bush i la seva muller, Laura, a la Casa Blanca, Washington D.C..

A l'abril del 2008 va anar als Estats Units per primera vegada. Arribà a Washington DC, on va ser formalment rebut a la Casa Blanca de manera privada pel president dels Estats Units George W. Bush. Mentre que s'estava a Washington, va parlar als representants de les universitats catòliques estatunidenques, es va reunir amb els líders d'altres grups religiosos, i va celebrar una missa a l'estadi de beisbol dels Washington Nationals davant 47.000 fidels. Hi va tenir una trobada privada amb víctimes d'abusos sexuals comesos per religiosos. A continuació va anar a Nova York, on va parlar a l'Assemblea General de les Nacions Unides. Hi va celebrar una missa a la catedral de Sant Patrici, amb nens malalts i les seves famílies, i es reuní amb 25.000 joves catòlics. Al darrer dia va anar al lloc on hi havia hagut el World Trade Center, i celebrar una missa al Yankee Stadium.
El juliol de 2008, el viatjà a Austràlia per assistir al Dia Mundial de la Joventut 2008. El 19 de juliol, a la catedral de Santa Maria es va disculpar pels abusos sexuals fets a nens per clergues australians. El 13 de setembre del 2008, en una missa a París a la que assistiren 250.000 persones, va condemnar el materialisme modern: l'amor del món vers el poder, les possessions i els diners com una plaga de l'actualitat, comparable al paganisme.
El 2009 visità Àfrica Camerun i Angola. Durant la seva visita, va preconitzar que era menester canviar la conducta sexual per contenir la crisi de la SIDA a l'Àfrica i va incitar els catòlics a trobar i convertir els creients en la bruixeria. Al maig d'aquell any va visitar Israel, Jordània i Palestina a l'Orient Mitjà.
El principal escenari de la seva activitat pastoral va ser el mateix Vaticà, les seves homilies de Nadal i Pasqua i Urbi et orbi pronunciades des de la basílica de Sant Pere. El Vaticà també és l'únic lloc habitual on es mou sense la pantalla a prova de bales habitual dels papamòbils. Malgrat els efectius de seguretat que l'envolten va ser víctima de riscos en la seguretat en diverses ocasions dins de la Ciutat del Vaticà. El 6 de juny del 2007, durant l'Audiència General, un home passà pel damunt d'una barrera, evità els vigilants i gairebé es pujà al seu vehicle, el qual estava aturat. Semblà que Benet no s'adonava del que passava. El 24 de desembre del 2009, mentre que pujava cap a l'altar per celebrar la missa del gall a la basílica de Sant Pere, una dona anomenada Susanna Maiolo, de 25 anys i de ciutadania suïssa i italiana, va saltar la barrera i el va fer caure. Benet, de 82 anys, va caure però es va poder recuperar i va continuar cap a l'altar. Roger Etchegaray, el vicedegà del Col·legi de Cardenals, també va caure i patí una fractura de maluc. La policia italiana va declarar que aquella dona ja havia intentat apropar-se al papa l'any anterior, però s'aconseguí evitar. A la seva homilia, Benet va perdonar Susanna Maiolo, i va admonestar el món a alliberar-se del seu egoisme i a trobar temps per a Déu i afers espirituals.

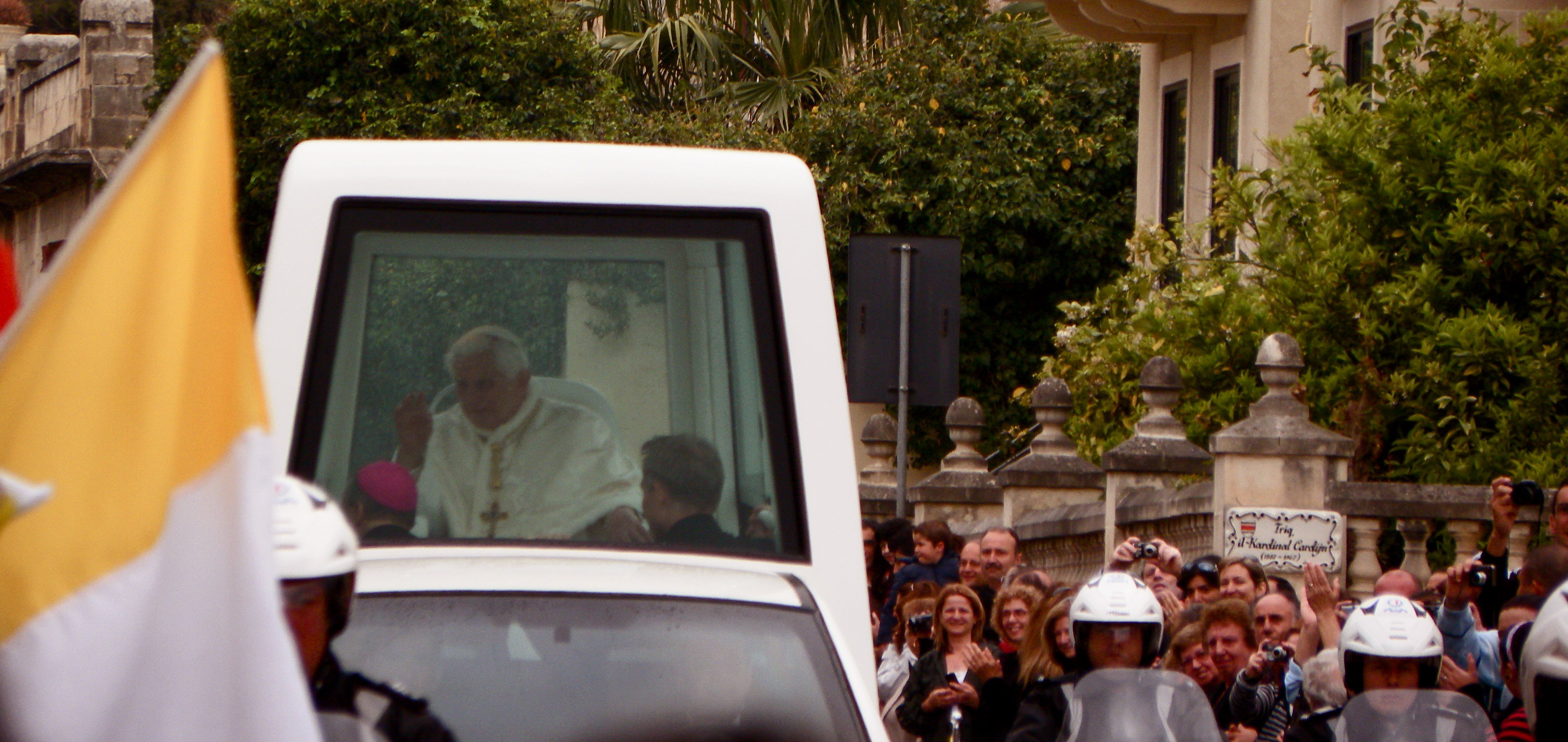
El Papa Benet XVI a Balzan, Malta.

Entre el 17 i el 18 d'abril, Benet va fer un viatge apostòlic a la República de Malta. Després les usuals trobades amb dignataris, 50.000 persones es van reunir sota la pluja a Floriana. Es va trobar també amb uns deu mil joves a Valletta. Durant aquesta visita va plorar mentre que expressava la seva vergonya pels casos d'abusos a infants fets a l'illa en una trobada amb víctimes.

### L'escàndol dels abusos sexuals a l'Església Catòlica
Abans de 2001, la responsabilitat inicial per investigar les acusacions d'abús sexual i castigar els perpetradors requeia en les diòcesis locals. El 2001, el cardenal Ratzinger va convèncer Joan Pau II de posar en mans de la congregació per a la Doctrina de la Fe totes les investigacions i polítiques al voltant dels abusos sexuals per a combatre'ls de manera més eficient. Segons John L. Allen, Jr., Ratzinger en el transcurs dels anys «adquirí una familiaritat amb els contorns del problema que virtualment cap altra figura de l'Església Catòlica pot reclamar» i «Impulsat per aquesta trobada amb el que més tard es referiria com a ‘brutícia a l'Església’, Ratzinger sembla haver patit una mena ‘d'experiència de conversió’ al llarg de 2003-04. D'ençà per en endavant, ell i el seu personal semblava impulsat per un zel de convers per netejar el desordre». En el seu càrrec com a prefecte de la congregació per a la Doctrina de la Fe «encapçalà importants canvis de lleis: la inclusió al dret canònic sobre les ofenses per internet contra els nens, l'extensió de les ofenses contra la infància per incloure els abusos sexuals per a tots aquells que no tinguin 18 anys, la renúncia de la prescripció i l'establiment d'un acomiadament per la via ràpida de l'estat clerical per als delinqüents». Com a Prefecte, Ratzinger desenvolupà una reputació per tractar aquests casos. Segons Charles J. Scicluna, antic fiscal en casos d'abusos sexuals, «el cardenal Ratzinger mostrà una gran saviesa i fermesa en el tractament de tots aquests casos, també demostrant un gran coratge en encarat alguns dels casos més difícils i durs, sine acceptione personarum (sense excepcions)»
Un dels casos que Ratzinger perseguí implicava el sacerdot Marcial Maciel Degollado, prevere mexicà fundador de la Legió de Crist, que havia estat acusat repetidament d'abusos sexuals. El biògraf Andrea Tornielli va escriure que Ratzinger hauria volgut emprendre accions contra Marcial Maciel, però que Joan Pau II i d'altres alts funcionaris, incloent diversos cardenals i notablement l'influent secretari del papa Stanisław Dziwisz, l'en van impedir. Segons Jason Berry, el cardenal Angelo Sodano pressionà el Ratzinger, que «operava en l'assumpció que les acusacions no estaven justificades», perquè aturés la investigació contra Maciel el 1999. Quan Maciel va ser honorat pel papa el 2004, aparegueren nous acusadors i el Ratzinger «decidí autoritzar una investigació de Maciel». Un cop Ratzinger esdevingut papa va començar els procediments contra Maciel i la Legió de Crist que forçà Maciel a abandonar el servei actiu a l'Església. L'1 de maig de 2010 el Vaticà publicà un informe denunciant «els molt seriosos i objectivament immorals actes» de Maciel, que eren «confirmats per testimonis incontrovertibles» i representaven «veritables crims i una demostració de vida sense escrúpols o un sentiment religiós autèntic». Benet també va dir que nomenaria una comissió especial per examinar la constitució dels Legionaris i obriria una investigació sobre la seva filial laica Regnum Christi. El cardenal Christoph Schönborn va explicar que Benet «feia clars esforços no per cobrir res, sinó per descobrir-ho i investigar-ho. Això no sempre trobà l'aprovació del Vaticà» D'acord amb Schönborn, Ratzinger, encara de cardenal, havia pressionat Joan Pau II per investigar Hans Hermann Groër, un cardenal austríac i amic de Joan Pau II acusat d'abusos sexuals, que va resultar en la dimissió de Groër.
Al març del 2010, Benet envià una carta pastoral als fidels catòlics a Irlanda relativa als casos d'abusos sexuals per part de sacerdots catòlics a menors, expressant vergonya, prometent canvis a mesura que les acusacions d'abusos anessin apareixent. Grups de víctimes van protestar que la carta no va aclarir si la policia secular tenia prioritat sobre la confidencialitat de la llei canònica referent a la investigació interna sobre les acusacions d'abús. Benet va prometre introduir mesures per protegir els joves en el futur i per portar davant la justícia els sacerdots responsables d'abusos. A l'abril, el Vaticà va publicar una guia sobre com s'havia d'implementar la llei eclesiàstica. La guia dictava que la «llei civil relativa a la informació de crims… sempre ha d'acomplir-se». La guia intentava seguir les normes establertes pels bisbes estatunidencs, però no requeria informar d'acusacions o crims allà on la llei no ho exigeixi.

### Induments

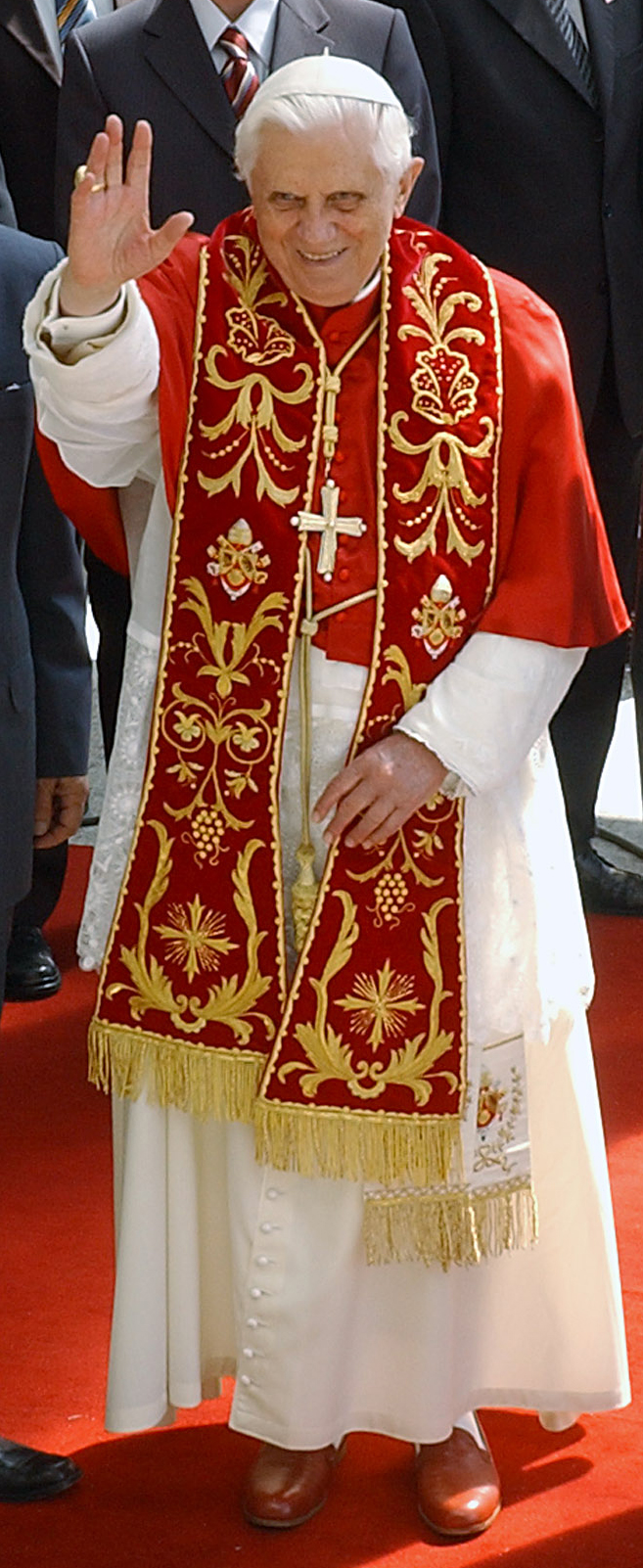
El Papa Benet XVI, vestit amb l'hàbit coral amb la musseta papal vermella d'estiu, adornat amb l'estola i calçat amb les sabates papals vermelles.

Benet XVI ha reintroduït peces del vestuari papal que havien caigut en desús. Benet XVI tornà a fer servir les sabates papals vermelles tradicionals, que ja no es feien servir des de l'inici del pontificat de Joan Pau II. Al contrari de les especulacions de la premsa sobre el fet que les sabates haurien estat fabricades per la marca italiana Prada, la Santa Seu va dir que eren fetes pel sabater personal del Vaticà.
El 21 desembre del 2005 Benet lluí el camauro, el tradicional barret vermell papal emprat a l'hivern, tot i que va ser l'única vegada que se'l va posar. Mai no s'havia fet servir des de Joan XXIII (1958-1963). El 6 de setembre del 2006 va començar a portar el capell romà vermell (també anomenat el saturno), un barret d'ala ample per l'ús a l'exterior, el qual va ser rarament emprat per Joan Pau II.

### Salut
Anteriorment de la seva elecció com el 2005, Joseph Ratzinger esperava retirar-se, a causa dels problemes de salut relatius a la seva avançada edat, per dedicar-se a escriure, després de jubilar-se als 75 anys. Va presentar la seva dimissió com a prefecte de la Congregació de la Doctrina de la Fe en tres ocasions, però hi va continuar al capdavant en obediència al desig de Joan Pau II. El setembre del 1991, Ratzinger patí un infart hemorràgic, que li va afectar temporalment la visió, però se'n va recuperar. Això mai no es va fer públic oficialment. La informació donada als mitjans indicava que Ratzinger havia caigut i que s'havia donat un cop al cap amb un radiador, però era un secret a veus durant el conclave que el va elegir papa.
Des de la seva elecció l'abril del 2005 hi ha hagut diversos rumors sense confirmar sobre la seva salut. En començar el seu pontificat, Benet XVI va preveure un regnat breu, la qual cosa va alimentar les preocupacions sobre la seva salut. Al maig del 2005 el Vaticà informà que havia patit un nou infart cerebral lleu. El cardenal Philippe Barbarin va declarar que des del seu primer infart, Benet patia del cor a causa de l'edat, i que s'havia de medicar. A la fi de novembre del 2006 des del Vaticà es va anunciar que se li havien fet exàmens cardíacs rutinaris. Dies després va sortir el rumor que el s'havia sotmès a una operació preparatòria per a una operació de bypass, però aquest rumor només va ser publicat per un petit diari italià de tendència esquerrana i mai no va ser confirmat des del Vaticà.
El 17 de juliol del 2009, va ser hospitalitzat després de caure i trencar-se el canell dret mentre que es trobava de vacances als Alps. Després de l'anunci de la seva dimissió, el Vaticà va revelar que portava un marcapassos des que era cardenal, abans de la seva elecció com a papa el 2005. La bateria havia estat substituïda tres mesos abans, en un procediment rutinari.

### La dimissió
L'1 de febrer del 2013, Benet va anunciar que volia abandonar el papat el 28 de febrer següent, a causa de la seva avançada edat. Així va ser el primer papa que abandonava la seu des de Gregori XII el 1415. La decisió va ser una sorpresa per a tots: tots els papes havien ocupat el seu càrrec fins a la mort, i Benet va ser el primer a dimitir voluntàriament des de Celestí V el 1294.
Al seu anunci, Benet cità les seves forces deteriorades i les exigències físiques i mentals que reclamava el càrrec. Va donar un breu parlament davant els cardinals on va anunciar la seva dimissió. També hi va afegir que seguiria al servei de l'Església «mitjançant una vida dedicada a la pregària».
D'acord amb l'anunci del Vaticà el moment de la dimissió no va ser causada per cap malaltia específica, si no per «evitar l'esgotament de les exigències de les celebracions pasquals».
Paul Collins considerà que l'elevació del seu assistent personal, Georg Gänswein, a arquebisbe a principi de desembre del 2012 (va ser ordenat bisbe el 6 de gener del 2013) va ser una indicació de la imminent dimissió de Benet XVI.

### Papa emèrit

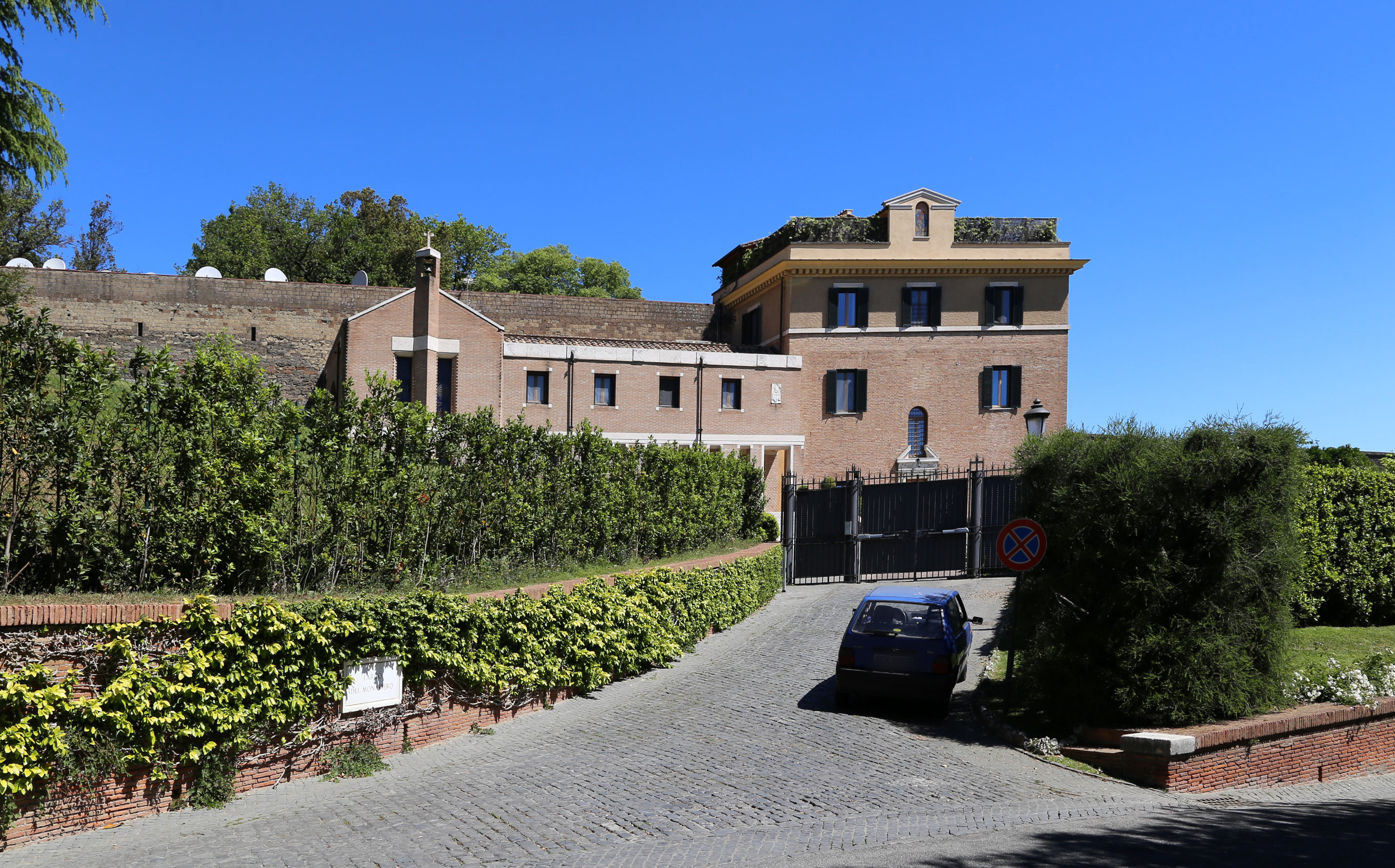
El monestir Mater Ecclesiae, al Vaticà, residència del Papa Emèrit, Benet XVI.

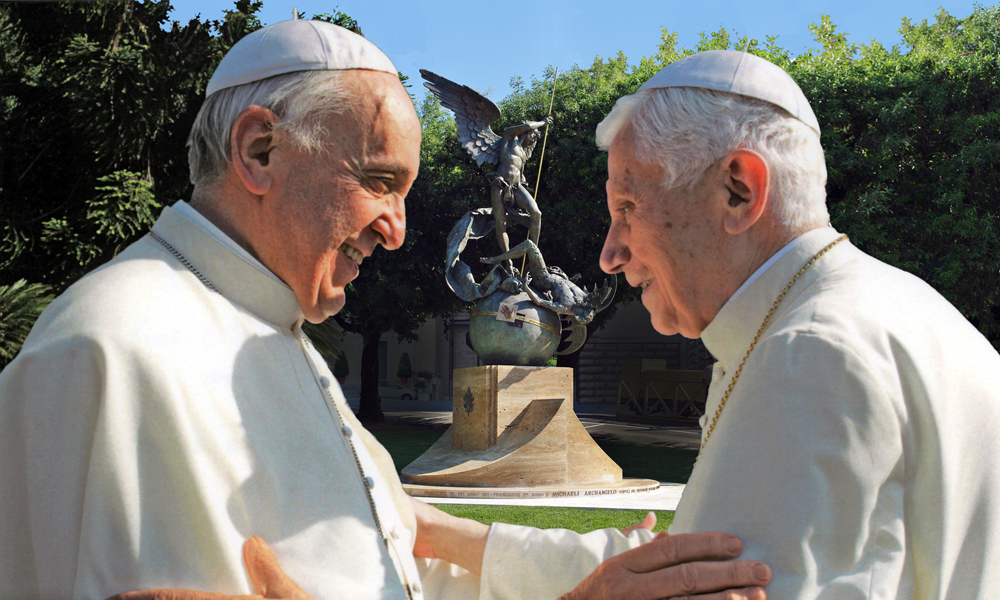
Trobada entre el Papa Francesc i Benet XVI amb motiu de la inauguració de l'estàtua de Sant Miquel Arcàngel als Jardins del Vaticà, 5 de juliol de 2013

Les dues primeres vegades que va aparèixer després de la renúncia ho va fer al costat del seu successor, Francesc. La primera va ser el 23 de març del 2013 a Castelgandolfo, on Benet XVI va passar dos mesos fins que es va habilitar el monestir Mater Ecclesiae del Vaticà, on resideix des del 2 de maig del 2013. En aquesta ocasió van conversar i l'emèrit Benet XVI va mostrar la seva total lleialtat a Francesc. Després d'abraçar-se, els dos papes van resar junts, agenollats l'un al costat de l'altre. Històricament, va ser la primera trobada entre dos pontífexs.
El 2 de maig de 2013, després de dos mesos passats a Castel Gandolfo, va tornar al Vaticà, anant a viure al monestir Mater Ecclesiae tal com estava previst, en acabar les obres de reforma.
La segona ocasió que va trobar-se públicament amb el papa Francesc va ser el 5 de juliol del 2013 als Jardins Vaticans, durant la inauguració d'una escultura de sant Miquel Arcàngel. Aquesta també era la per primera vegada que va aparèixer en públic com a papa emèrit 
El dia 23 de desembre de 2013 es va trobar amb el Francesc, al monestir Mater Ecclesiae, residència del papa emèrit per Nadal. Després d'una recepció a l'exterior de l'edifici, van resar a la capella del mateix monestir i més tard, van conversar privadament durant mitja hora.
Sense Francesc va aparèixer en algunes fotografies de l'1 de setembre del 2013, quan va celebrar missa amb els seus antics alumnes de teologia. També se'n va parlar arran d'una carta que va enviar al matemàtic italià ateu Piergiorgio Odifreddi.
El 22 de febrer de 2014 va participar en el primer consistori per a la creació de nous cardenals del papa Francesc , assistint al ritu assegut entre els cardenals i saludant el pontífex regnant traient-se el solideu quan Francesc baixà de la nau de la basílica per saludar-lo.al final de la processó d'entrada. Va ser la primera vegada que la copresència de dos papes vius es va produir a l'interior de la basílica de Sant Pere.
El 27 de març de 2014 va tornar a la plaça de Sant Pere en concelebrar a les canonitzacions de Joan XXIII i Joan Pau II, una jornada que ja ha estat batejada com «el dia dels quatre papes».
El 28 de setembre de 2014 Benet XVI va assistir amb Francesc a la celebració dels avis i iniciatives relacionades al cementiri de la basílica de Sant Pere.

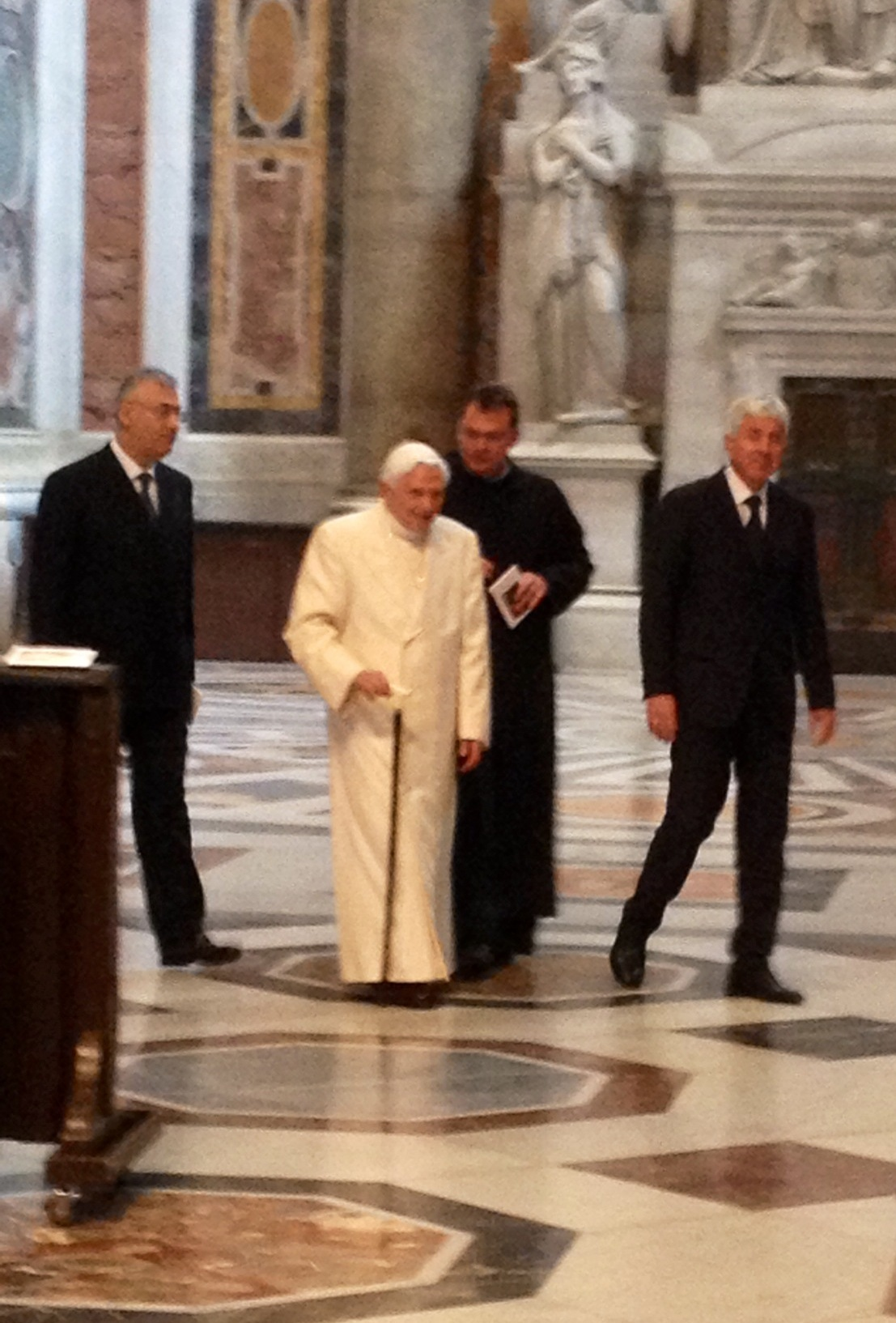
El Papa emèrit a la Basílica Vaticana al final del consistori per a la creació de nous cardenals el 22 de febrer de 2014

El 19 d'octubre de 2014 va tornar a concelebrar la missa amb el papa Francesc a la plaça de Sant Pere amb motiu de la beatificació del papa Pau VI i la simultània conclusió del sínode extraordinari dels bisbes.
El 14 de febrer de 2015 el Papa emèrit va tornar a participar en el segon consistori per a la creació de nous cardenals del papa Francesc a la basílica de Sant Pere.
El 30 de juny de 2015, el papa Francesc va anar al monestir Mater Ecclesiae per saludar el seu predecessor abans d'un període de descans que passaria un parell de setmanes a la residència d'estiu de Castel Gandolfo, quedant-hi una conversa d'aproximadament mitja hora. Durant la seva estada a Castel Gandolfo, Benet XVI va rebre, el 4 de juliol de 2015, el doctorat honoris causa de la Pontifícia Universitat Joan Pau II de Cracòvia i de l'Acadèmia de Música de Cracòvia del cardenal Stanisław Dziwisz, arquebisbe de la ciutat polonesa.
El 30 de novembre de 2015, durant l'habitual roda de premsa sobre el vol de tornada del viatge apostòlic a Àfrica, el papa Francesc, sobre els recents escàndols -anomenats Vatileaks 2- que havien sacsejat el Vaticà, va declarar que continuaria "amb els cardenals, amb les comissions que treballen de neteja iniciades per Ratzinger”, elegides precisament contra la corrupció. "Tretze dies abans de la mort de Wojtyła - va continuar Bergoglio - Ratzinger va parlar de la brutícia de l'Església" al Via Crucis al Coliseu i, posteriorment, a l'homilia de la missa pro eligendo Pontifice . "L'hem escollit per la seva llibertat de dir coses", ha afegit el papa Francesc.
El 8 de desembre de 2015, dia de la inauguració del Jubileu Extraordinari de la Misericòrdia, Benet XVI va presenciar l'obertura de la Porta Santa, creuant-la immediatament després del Papa Francesc.
El 28 de juny de 2016, amb motiu del 65è aniversari de la seva ordenació sacerdotal, va tenir lloc una cerimònia a la Sala Clementina del Palau Apostòlic en presència del Papa Francesc i d'altres membres de la Cúria Romana. La cerimònia va estar animada per la Capella de Música Papal Sixtina i va ser introduïda per un discurs del Papa Francesc, seguit de les intervencions del cardenal Gerhard Ludwig Müller, prefecte de la Congregació per a la Doctrina de la Fe i del cardenal Angelo Sodano, degà del Col·legi Cardenalici. En acabar, el Papa emèrit va prendre la paraula i va pronunciar un discurs d'agraïment.
El 28 de juny de 2017 Benet XVI va rebre els cardenals de nova creació a la seva capella privada i "[va parlar] a tothom en la seva llengua materna", assenyalant com venien "des dels quatre continents, de tota l'Església". També va concretar "que el Senyor guanyi al final" i, agraint-los el seu ministeri a l'Església, els va donar la seva particular benedicció.
El juliol de 2017, Benet XVI va enviar un missatge a través del seu secretari privat, l'arquebisbe Georg Gänswein, amb motiu del funeral del cardenal Joachim Meisner, que va morir sobtadament mentre estava a Alemanya. En el seu missatge, el papa emèrit s'ha referit a Meisner com un "pastor apassionat" que li va costar "abandonar el seu càrrec". L'antic pontífex també va dir que havia parlat per telèfon amb Meisner just el dia abans de la mort d'aquest i que el cardenal alemany semblava relaxat a causa del període de vacances que l'esperava després d'haver assistit a la beatificació de Teofilius Matulionis a Vílnius.

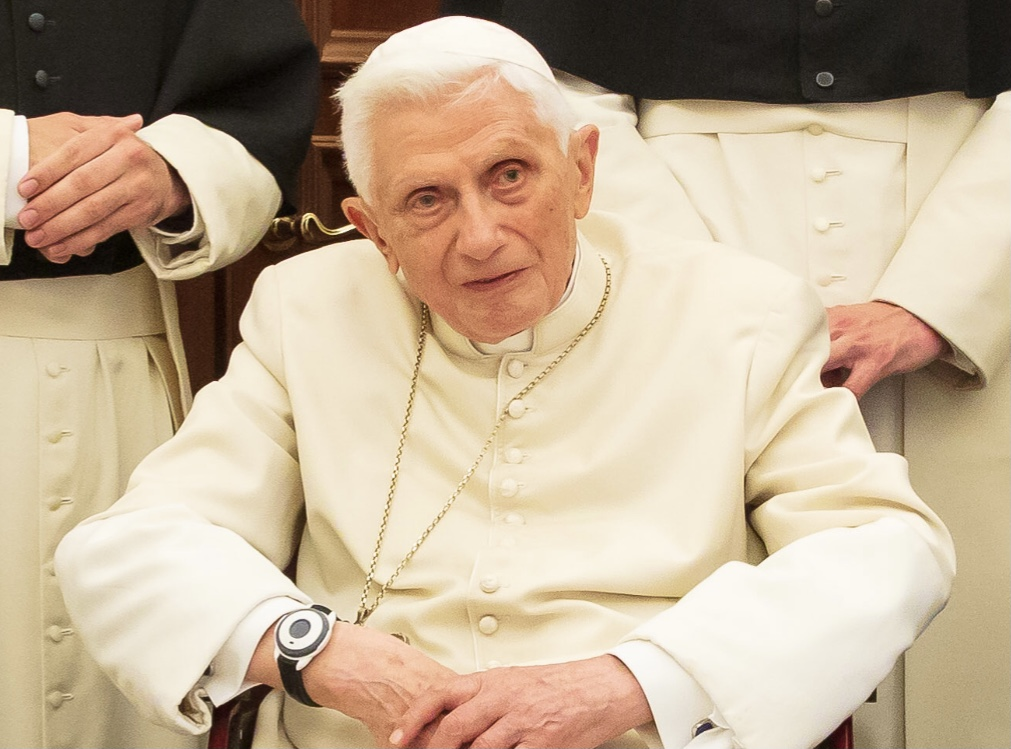
El Papa emèrit Benet XVI el 2019

En un assaig en un llibre del 2020 del cardenal Robert Sarah, Benet XVI va expressar la seva idea de mantenir el celibat clerical dins de l'Església catòlica, precisament a la llum del recent debat sobre la qüestió. Això va portar a debatre no només sobre el paper de Benet i els seus escrits dins del volum, sinó també sobre les posicions conservadores d'una part de l'Església catòlica que recentment havia xocat amb el que va sorgir del sínode de l'Amazònia desitjat pel Papa Francesc. Benet XVI va demanar al seu secretari particular, l'arquebisbe Georg Gänswein, que retirés el seu nom, que apareixia a la portada juntament amb el de l'autor.
Del 18 al 22 de juny de 2020 Benet XVI va estar a Ratisbona, per estar a prop del seu germà Georg Ratzinger, que estava greument malalt i després va morir l'1 de juliol. Aquest va ser l'únic viatge internacional de Benet XVI després de la seva renúncia al ministeri petrí.
El 4 de setembre de 2020 va superar el rècord de longevitat d'un pontífex, en poder de Lleó XIII, convertint-se en el papa més ancià de la història.
El 29 de juny de 2021 va celebrar el 70è aniversari del seu sacerdoci i per a l'ocasió es va organitzar una exposició, sota el títol Cooperators veritatis, on es van exposar alguns dels seus objectes personals.

### Mort
Vegeu també: Mort i funeral de Benet XVI

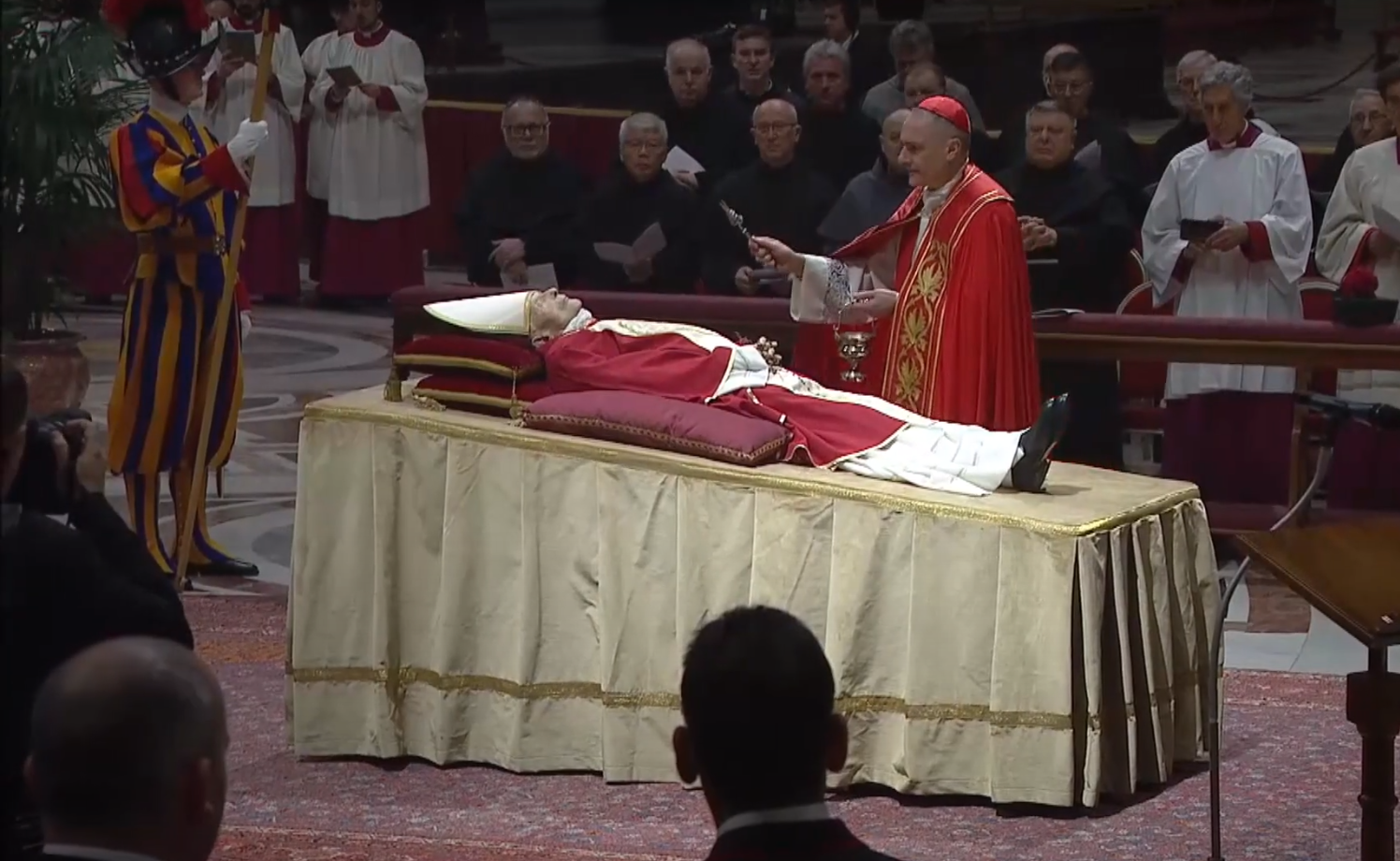
El cardenal Mauro Gambetti beneeix el cos de Benet XVI exposat a la basílica de Sant Pere

Poc abans de Nadal de 2022, el Papa emèrit va començar a patir problemes respiratoris que, els dies següents, van empitjorar, tant que el Papa Francesc, durant l'audiència general del 28 de desembre de 2022, va demanar als presents que preguessin per ell.
Benet XVI va rebre la unció dels malalts la tarda d'aquell mateix dimecres 28 de desembre, morint el matí del següent 31 de desembre a les 9.34 h al monestir Mater Ecclesiae, al Vaticà, a l'edat de 95 anys. El mateix dia es va publicar el seu testament espiritual, escrit en alemany el 29 d'agost de 2006.

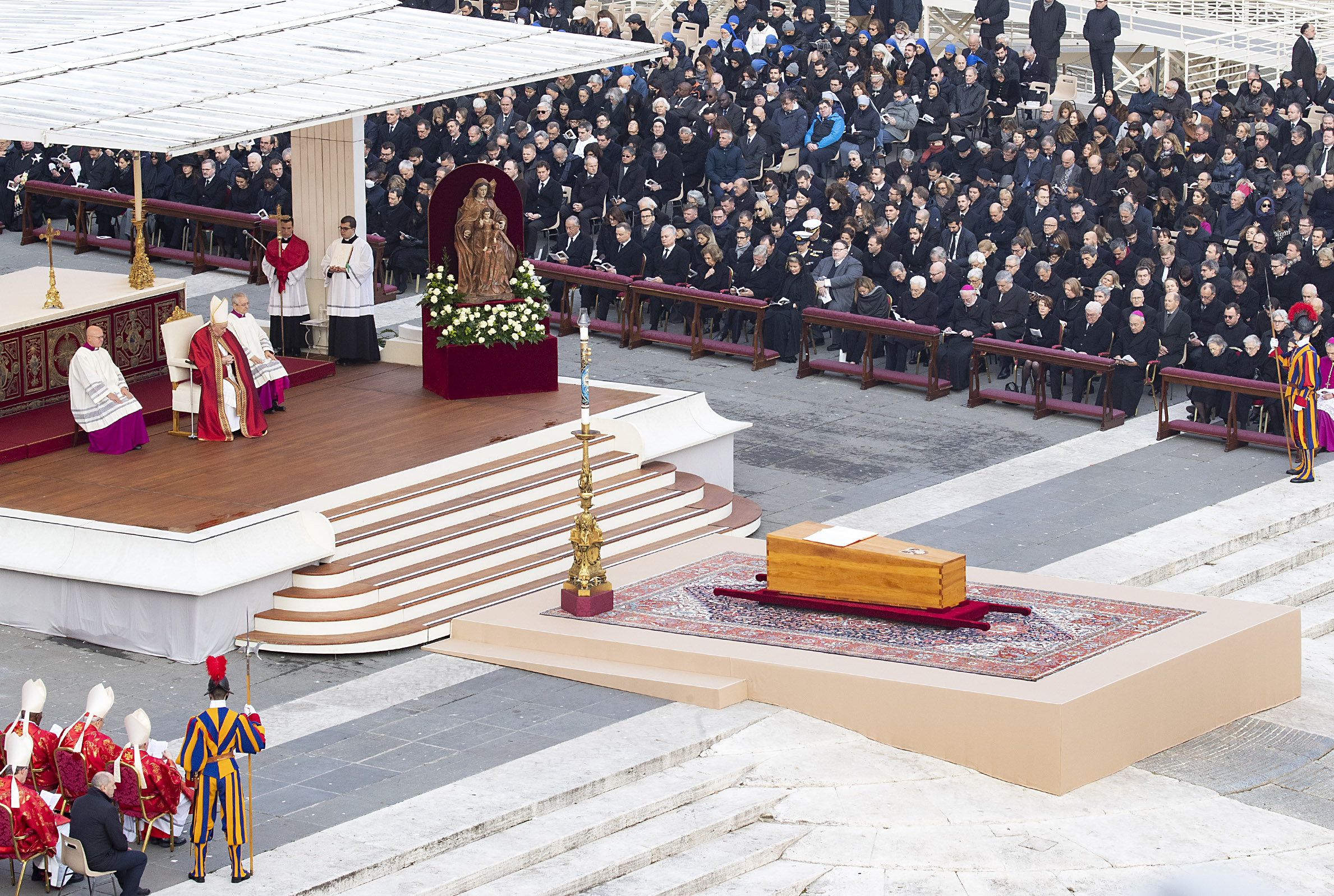
Un moment de la missa del funeral, 5 de gener de 2023

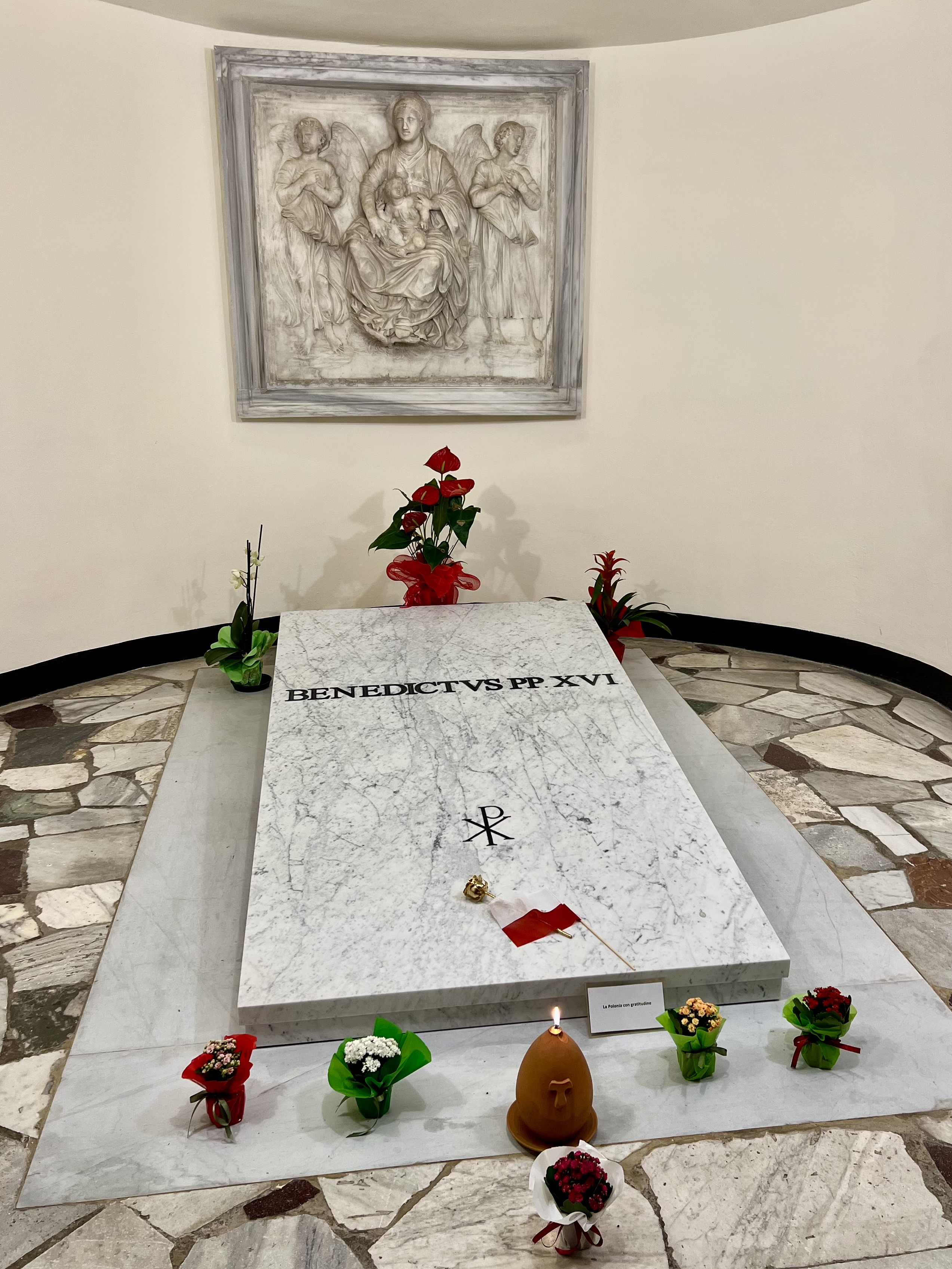
Tomba de Benet XVI a les Grutes del Vaticà

L'1 de gener de 2023, el cos del Papa emèrit va ser exposat a la capella del monestir Mater Ecclesiae , sent traslladat l'endemà per a l'homenatge dels fidels a la basílica de Sant Pere, on va romandre fins al dia del funeral. Més de 200.000 persones van arribar-se a la basílica vaticana per retre homenatge al cos del papa Ratzinger. El funeral, amb la presència de més de 50.000 fidels d'arreu del món, va ser celebrat el matí del 5 de gener a la plaça de Sant Pere pel cardenal degà Giovanni Battista Re, en una cerimònia presidida pel papa Francesc. Feia dos segles que un pontífex presidia el funeral d'un dels seus predecessors. En acabar el funeral, el cos va ser enterrat a les Grutes Vaticanes, a la mateixa capella que havia allotjat les restes de Joan XXIII i Joan Pau II. La cripta es va obrir al públic el matí del 8 de gener.

## Posicions de Benet XVI sobre qüestions morals i polítiques

### Control de natalitat i VIH/SIDA
El 2005, Benet va explicar diverses maneres per combatre l'avanç del VIH, inclosa la castedat, la fidelitat matrimonial i els esforços per eliminar la pobresa; també rebutjà l'ús de condoms. La suposada investigació del Vaticà que hi hagi algun cas quan les persones casades poden usar condons per protegir-se contra la propagació de les infeccions sorprendre molts catòlics arran de la constant negativa de Joan Pau II a considerar l'ús del condó en la resposta a la SIDA. Malgrat tot, el Vaticà va dir que no hi ha cap canvi en el magisteri de l'Església. La revista Time també va publicar al seu exemplar del 30 d'abril de 2006 que la posició de la Santa Seu segueix sent el que sempre ha estat amb funcionaris del Vaticà «descarten informar sobre si el Vaticà està a punt de publicar un document que condona qualsevol ús del condó.»
Al març del 2009, Benet va dir:
«Jo diria que aquest problema de la SIDA no es pot superar només amb diners, encara que aquests siguin necessaris. Si no hi ha dimensió humana, si els africans no ajuden, el problema no es pot superar amb la distribució de profilàctics: al contrari, augmenten el problema. La solució ha de tenir dos elements: en primer lloc, ressaltant la dimensió humana de la sexualitat, és a dir, una renovació espiritual i humana que porti amb si una nova forma de comportament cap als altres; i en segon lloc, la veritable amistat que ofereix, sobretot, als que estan patint, la voluntat de fer sacrificis i de practicar l'abnegació, en estar al costat dels que pateixen.»
Al novembre de 2010, en una entrevista, parlant de la prostitució masculina, va dir que l'ús de condons, amb la intenció de reduir el risc d'infecció per VIH, pot ser una indicació que el prostitut té la intenció de reduir el mal connectat amb la seva activitat immoral. A la mateixa entrevista, va reiterar el magisteri tradicional de l'Església segons el qual els condons no han de ser vistos com una «solució real o moral» per la pandèmia de la SIDA. A més, al desembre del 2010, la Congregació de la Doctrina de la Fe va admonestar que les afirmacions de Benet no constituïen una legitimació de la prostitució ni de la contracepció, ambdues considerades greument immorals.

### Homosexualitat
Durant el seu mandat com a prefecte de la Congregació per la Doctrina de la Fe, Benet XVI regularment va abordar el tema de l'homosexualitat dins de l'Església i del món en general. El 1986, la Congregació per la Doctrina de la Fe envià una carta a tots els bisbes titulada «Sobre la cura pastoral dels homosexuals». La carta condemnava una interpretació liberal de la carta anterior «Declaració sobre certes qüestions relatives a l'ètica sexual», que havien portat a una actitud benigna per a la mateixa condició homosexual. El nou document clarificava que la posició de l'Església era que «tot i que la inclinació particular de la persona homosexual no és un pecat, és una tendència més o menys força dirigida cap a un mal moral intrínsec; i, per tant, la mateixa inclinació ha de ser vista com un desordre objectiu». Malgrat això el document també condemnava els atacs homofòbics i la violència, dient que «és deplorable que els homosexuals hagin estat i siguin objecte de la malícia violenta en el discurs o en l'acció. Aquest tractament mereix la condemna dels pastors de l'Església allà on succeeixi».
El 1992 aprovà de nou documents de la Congregació als quals declara que ma «inclinació homosexual en si mateixa ha de ser vista com un desordre objectiu» i va estendre aquest principi a la llei civil. Segons el document, «l'orientació sexual no és equivalent a la raça o ètnia» i declarava que «no és una discriminació injusta comptar aquí l'orientació sexual»
El 22 de desembre de 2008 Benet va donar un missatge a la Cúria en la qual parlava sobre el gènere i la important distinció entre home i dona. Hi va dir que l'Església considera la distinció com a element central de la naturalesa humana, i «demana que la present ordre, que estableix la creació, sigui respectada». Va qualificar els rols de gènere que es desviaven de la seva visió del que els rols de gènere han de ser com «una violació de l'ordre natural». L'Església, va continuar, «ha de protegir l'home de la destrucció de si mateix». Va dir que es necessitava una mena d'ecologia de l'home, i va afegir: «Els boscos tropicals es mereixen la nostra protecció, però l'home, com a criatura, no mereix menys». Va atacar el que va descriure com les teories de gènere que «condueixen cap a l'autoemancipació de l'home de la creació i el Creador.»
Grups LGBT com l'italià Arcigay o l'alemany LSVD van criticar els comentaris del papa com homofòbics.
Federico Lombardi, portaveu del Vaticà, va declarar que Benet no volia atacar específicament l'homosexualitat, i no mencionà ni gais ni lesbianes al seu text. Lombardi insistí que, malgrat tot, hi havia hagut una sobrerreacció sobre les afirmacions papals. «Estava parlant més en general sobre les teories de gènere que donen a la diferència fonamental en la creació d'homes i dones i se centren en canvi en el condicionament cultural.» No obstant això, aquestes declaracions van ser compreses com una crida per salvar la humanitat dels homosexuals i transsexuals.

#### Casament homosexual
Durant un discurs a Nadal de 2012, enraonar sobre la noció de gènere. Diu que «el sexe ja no és un element donat per la naturalesa, que l'home ha d'acceptar i fer sentit: és un paper social que escollim per nosaltres mateixos» i «Les paraules del relat de la Creació:. "[Déu] creà l'home i la dona" ja no s'apliquen». Encara que no va esmentar el tema, les seves paraules van ser interpretades pels mitjans de comunicació com una denúncia del matrimoni homosexual, que segons algunes fonts, Benet va considerar com una amenaça contra la pau mundial tan greu com l'avortament i l'eutanàsia. El març de 2012 afirmà que s'havia de defensar el matrimoni heterosexual contra «tota possible mala interpretació de la seva autèntica naturalesa».

### Relacions internacionals

#### Migrats i refugiats
En un missatge publicat el 14 de novembre de 2006, durant una conferència de premsa per l'observança anual el 2007 Dia Mundial dels Migrats i Refugiats, va insisitir en la ratificació urgent de les convencions internacionals i polítiques que defensen tots els migrats, inclosos els refugiats, exiliats, evacuats i desplaçats. «L'Església encoratja la ratificació dels instruments legals internacionals que volen defensar els drets dels migrats, refugiats i les seves famílies» va dir. «S'ha fet molt per la integració de les famílies dels migrats, tot i que encara resta molt per fer.»

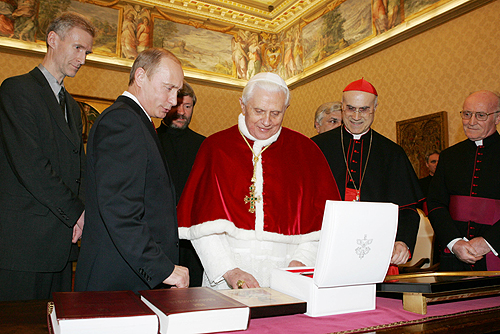
Benet XVI amb el President de Rússia Vladímir Putin el 13 de març de 2007.

Benet XVI també va promoure diverses accions de les Nacions Unides, com el Dia Mundial del Refugiat, on va donar pregàries especials pels refugiats i reclamar a la comunitat internacional per fer més per assegurar els drets humans dels refugiats. També va cridar a les comunitats i organitzacions catòliques per oferir ajuda concreta.

#### Xina
Durant Pasqua del 2007 va enviar una carta als catòlics a la Xina que podria tenir grans implicacions per a la relació entre l'Església i els líders xinesos. La carta oferia un guia als bisbes xinesos sobre com respondre als bisbes ordenats il·lícitament, així sobre com reforçar els lligams amb l'Associació Patriòtica i el govern comunista.

#### Corea
El 13 de novembre del 2006, Benet va dir que la disputa sobre el programa d'armes nuclears de Corea del Nord havia de resoldre's mitjançant negociacions, en el seu primer comentari sobre qüestions de seguretat. En una conversa amb el nou ambaixador japonès al Vatica va dir «La Santa Seu encoratja les negociacions bilaterals o multilaterals, convençuda que la solució ha d'aconseguir-se mitjançant camins pacífics i en el respecte pels acords presos per tots els participants per obtenir la desnuclearització de la Península de Corea.»

#### Israel
Al maig del 2009 Benet XVI visità Israel. Va ser el tercer papa en visitar Terra Santa, després de les visites de Pau VI el 1964 i de Joan Pau II el 2000.

#### Turquia
En una entrevista concedida el 2004 al diari francès Le Figaro, Ratzinger va dir que Turquia, que és demogràficament musulmana però governamentalment secular en virtut de la seva constitució, havia de trobar el seu futur en una associació amb els països musulmans més que no pas amb la Unió Europea, que Ratzinger afirmava tenia uns fonaments cristians. Va dir que Turquia sempre havia estat «en un contrast permanent amb Europa i que enllaçar-la a Europa seria un error.»
Posteriorment visità el país per «reiterar la solidaritat entre les cultures», es va dir que feia una declaració en contra la candidatura turca per unir-se a la Unió Europea. El primer ministre turc Recep Tayyip Erdoğan va dir que Benet li havia dit en una trobada que mentre que el Vaticà no volia immiscir-se en política vers l'aspiració turca d'unir-se a la Unió Europa. Malgrat tot, la declaració comuna del papa i del patriarca Patriarca Bartomeu I de Constantinoble implicava que el suport perquè Turquia formés part de la UE seria contingent en l'establiment de la llibertat religiosa a Turquia: «En cada pas vers la unificació, les minories han de ser protegides, amb les seves tradicions culturals i les característiques distintives de la seva religió». La declaració també reiterava la crida de Benet XVI a Europa per preservar els seus fonaments cristians.

#### Vietnam
Benet XVI i el primer ministre vietnamita Nguyễn Tấn Dũng es van trobar al Vaticà el 25 de gener de 2007 en una «nova i important passa vers l'establiment de relacions diplomàtiques». Es va trobar amb el president del Vietnam Nguyễn Minh Triết l'11 de desembre del 2009. Fonts vaticanes afirmaren que la reunió era «un escenari significatiu en el progrés de les relacions bilaterals amb el Vietnam».

### Economia global
El 2009 Benet va tractar l'economia global i els afers polítics a la seva tercera encíclica, Caritas in Veritae El document senyala la seva posició sobre la redistribució de la riquesa mundial en un considerable detall i discuteix temes de medi ambient, la migració, el terrorisme, el turisme sexual, la bioètica, l'energia i la població. The Financial Times va escriure que la crida de Benet per una millor distribució de la riquesa havia d'ajudar a preparar l'agenda de la reunió del G8 prevista pel juliol del 2008.

### Energia nuclear
Benet XVI va fer una crida pel desarmament nuclear. Al mateix temps, donà suport a l'ús pacífic de l'energia nuclear com una eina pel desenvolupament i la lluita contra la pobresa. En el seu missatge del 50è aniversari de la fundació de l'Agència Internacional de l'Energia Atòmica confirmà que «La Santa Seu, totalment aprovant l'objectiu de la IAEA, ha estat un membre de la fundació de l'organització i continua donant suport a la seva activitat."

## Interessos

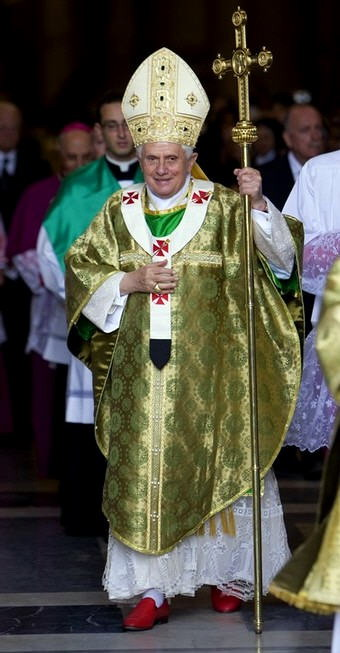
Benet XVI a la fi d'un concert ofert en honor seu; vers 2008.

Era un aficionat de la música clàssica, i era un bon pianista. Tenia un piano a les seves estances. El seu compositor favorit era Wolfgang Amadeus Mozart, de la música del qual afirmà que «no és un simple passatemps; conté tota la tragèdia de l'existència humana». Benet XVI també afirmà que la música de Mozart l'afectà enormement de jove i que «penetrà profundament la seva ànima. Les seves obres favorites eren el concert per a clarinet i el Quintet amb clarinet.
El Papa Benet també era un aficionat de gats. Quan era el cardenal Ratzinger se sap (segons els seus antics veïns) que cuidava els gats del carrer al seu veïnat. El llibre titulat Joseph and Chico: A Cat Recounts the Life of Pope Benedict XVI (Joseph i Chico: un gat explica la vida del Papa Benet XVI) explica la història de la seva vida de la perspectiva de la vida del felí Chico. Aquesta història va inspirar-se per un gat que era de la família del costat. Durant el seu viatge a Austràlia pel Dia Mundial de la Joventut el 2008 els mitjans informaren que els organitzadors del festival van donar al Papa un gat gris anomenat Bella, per tal que li fes companyia durant la seva estada al país.
Al desembre del 2012, el Vaticà anuncià que Benet s'havia unit a la xarxa social Twitter, sota el handle @Pontifex. La seva primera piulada va ser el 12 de desembre i va ser «Dear friends, I am pleased to get in touch with you through Twitter. Thank you for your generous response. I bless all of you from my heart.» (Estimats amics, estic molt content d'estar en contacte amb vosaltres mitjançant Twitter. Gràcies per la vostra resposta generosa. Us beneeixo a tots des del meu cor)

## Honors i distincions
El Papa Benet XVI era el Gran Mestre dels següents ordes:
 Orde Suprem del Crist
 Orde de l'Esperó d'Or
 Orde de Pius IX
 Orde Eqüestre de Sant Gregori el Gran
 Orde de Sant Silvestre.
Quan encara no era Papa, Joseph Ratzinguer rebé les següents distincions:
 Gran Creu de l'Orde del Mèrit de la República de l'Equador (1977)
 Gran Creu de Cavaller de l'Orde Bavarès del Mèrit (1977)
 Gran Creu amb Estrella i Banda de l'Orde al Mèrit de la República Federal alemanya (1985)
Medalla Constitucional del Parlament Estatal de Baviera en Or
Orde de Minerva de la Universitat de Chieti (1989)
Premi Augustin Bea Prize (Roma) (1989)
Orde Karl-Valentin (Múnic) (1989)
Premi Leopold Kunschak Prize (Viena) (1991)
Medalla Georg von Hertling de la Kartellverband katholischer deutscher Studentenvereine
 Gran Condecoració d'Honor en Or amb Banda pels Serveis a la República d'Àustria (1992)
Premi Capri S. Michele d'Anacapri (1992)
Premi Internacional de Cultura Catòlica, Bassano del Grappa (1992)
Premi Literari Basilicata per la Literatura i Poesia religiosa Espiritual a Potenza (1992)
 Gran Creu de l'Orde al Mèrit de la República Federal alemanya (1994)
 Cavaller de l'orde de Maximilià de Baviera per Ciències i Arts (1996)
 Comandant de la Legió d'Honor (França) (1998)
 Gran Creu d'Honor i Devoció del Sobirà Orde Militar de Malta (1999)
Liberal Trieste (2002)
Premi de Literatura Capri S. Michele s Anacapri (2004)

## Títols
El seu títol oficial era Sa Santedat el Papa Benet XVI, en llatí, Benedictus XVI, Episcopus Romae.
Rarament va fer servir el seu títol complet, que era «Sa Santedat el Papa Benet XVI, Bisbe de Roma, Vicari de Crist, Successor del Príncep dels Apòstols, Suprem Pontífex de l'Església Universal, Primat d'Itàlia, Arquebisbe i Metropolità de la província Romana, Sobirà de l'Estat de la Ciutat del Vaticà i Servent dels Servents de Déu».
Abans de l'1 de març del 2006, la llista de títols també contenia el de Patriarca d'Occident, que tradicionalment apareixia a la llista de títols abans del de Primat d'Itàlia. El títol de Patriarca d'Occident va ser adopotat per primera vegada l'any 642 pel Papa Teodor I, però es va fer servir poc a causa del Cisma d'Orient del 1054. Des de la perspectiva ortodoxa, l'autoritat sobre l'Església es podria resseguir vers els Cinc Patriarcats de Roma, Constantinoble, Antiòquia, Alexandria, Antioquia i Jerusalem. Malgrat això, alguns teòlegs catòlics han argumentat que el terme «Patriarca d'Occident» no té una base històrica o teològica clara i que va ser introduït a la cort papal el 1870, en temps del Primer Concili Vaticà. Benet XVI va eliminar el títol en un moment en què les discussions amb les esglésies ortodoxes s'havien centrat en la qüestió de la primacia papal.

## Escut d'armes

Armes de Benet XVI

L'escut d'armes de Benet XVI va ser dissenyat per l'arquebisbe Andrea Cordero Lanza di Montezemolo (que posteriorment seria creat cardenal), poc després de l'elecció papal. L'escut omet la tiara papal, que tradicionalment apareix al fons per designar la posició del papa com a governant, i es va substituir per una mitra episcopal, símbol l'autoritat espiritual. Benet XVI l'adoptà el 22 d'abril del 2005.
- Elm: Una mitra en argent amb tres faixes en or
- Escussó: En forma de calze. Gules, amb capes d'or. A la part central, una petxina en or; a la capa a destra, el cap d'un moro en color natural, amb corona i collar en gules; i a la capa a sinistre, un os amb una càrrega sobre el llom, en gules i vora en sable.

Darrere de l'escussó apareixen les Claus del Cel.
Sota l'escussó apareix el pal·li d'arquebisbe
- Lema: "Cooperatores veritatis"

### Simbolisme
- La mitra: Tradicionalment, l'escut papal estava adornat amb la tiara papal. Pau VI abandonà l'ús de la tiara, fent servir una mitra. La mitra de l'escut és en argent amb tres faixes en or. Les tres faixes recorden les tres corones de la tiara, que representen els tres poders: Ordre, Jurisdicció i Magisteri. Estan unides per un pal, significant que els tres poders estan units en la mateixa persona.[233]
- Les claus del cel: Des de temps antics, és tradició que el Summe Pontífex porti al seu emblema, al voltant de l'escut, les dues claus creuades, una en or i l'altre en argent. Diversos autors les interpreten com els símbols dels poders espiritual i temporal. A l'Evangeli de Mateu, Jesús digué a Pere: « Et donaré les claus del Regne del Cel;»[234] Així doncs, les claus són el símbol típic del poder donat per Crist a Sant Pere i els seus successors, i per aquest motiu apareixen a tots els escuts papals.
- La petxina: el simbolisme de la petxina és múltiple. Per un costat és una referència a Sant Agustí[n. 1] i a la llegenda en què es trobà un nen a la platja que volia ficar amb una petxina tota l'aigua del mar en un forat fet a la sorra.[n. 2] Per un altre costat, la petxina és el símbol del pelegrí;[n. 3] i, finalment, la petxina també apareix a l'escut del monestir de Schotten, a Ratisbona, al qual Joseph Ratzinger se sent molt vinculat espiritualment.
- El moro de Freising: el cap de moro és una figura associada amb el bisbat de Freising, del qual Joseph Ratzinger va ser arquebisbe entre 1977 i 1982.
- L'ós corbinià: Una llegenda afirma que mentre que viatjava cap a Roma, el cavall de càrrega de Sant Corbinià va ser mort per un os. Llavors, Corbinià ordenà a l'os que portés ell la càrrega, i un cop arribats al destí, l'alliberà del seu servei i l'os tornà a Baviera. El significat és que el cristianisme domesticà la ferotgia del paganisme i portà a la fundació d'una gran civilització al ducat de Baviera.[235] Al mateix temps, l'os de Corbinià, com a bèstia de càrrega de Déu, simbolitza el pes de l'ofici que ha de portar el Papa Benet.
- El pal·li: Blanc amb creus vermelles. També es tracta d'una novetat a l'escut.[233] Representa el paper del bisbe de ser pastor del ramat per l'encàrrec de Crist. La forma del pal·li recorda el que fan servir els arquebisbes metropolitans (aquests porten les creus negres), com a signe explícit i fratern de compartir la jurisdicció papal amb els arquebisbes metropolitans i, mitjançant aquests, amb els seus bisbes sufraganis, essent signe visible de la col·legialitat i la subsidiarietat.